# Taehŭng sa
Taehŭng sa (대흥사 Klasztor Wielkiego Pojawienia się) – koreański klasztor, centrum kulturalne ceremonii herbaty w Korei. 

## Historia klasztoru
Nie ma pewnej daty powstania klasztoru, ani nie jest znany jego założyciel. Niektórzy przypuszczają, że założył go mnich Ado w 514 roku. Jednak prawdopodobnie klasztor pochodzi z końca IX wieku i jest jednym z pięciuset klasztorów powstałych dzięki mistrzowi sŏn Yŏgongowi Tosŏnowi (821–989). Uważa się także, że powstał w miejscu, gdzie znajdowała się pustelnia Manilam założona przez mnicha Chungkwana. 
Klasztor pierwotnie nazywał się Handŭmjŏl, od nazwy góry, na której się znajdował - Handŭm. Jednak po użyciu chińskich znaków nazywany był Taedum, a następnie - Taehŭng. Później zmieniono także nazwę góry na Turyun. 
Zapiski wykazują, że do czasów japońskiej inwazji w roku 1592, był to bardzo duży klasztor.
W XV i XVI wieku związanych z nim było wielu wybitnych mnichów. Jednym z nich był Pyŏksong Chiŏm (1464–1534). W czasie japońskiej inwazji klasztor nazywany był Taedumsa. Nazwę Taehŭng sa przywrócono w 1593 roku.
Klasztor ten stał się słynny w 1592 roku, gdyż to właśnie w nim Sŏsan Taesa zwołał 5000 mnichów do walki z japońskim najeźdźcą.
Mimo prześladowań buddyzmu przez dynastię Chosŏn klasztor wydał trzynastu wielkich mistrzów sŏn oraz trzynastu mistrzów doktryny.
Świątynia ta jest także uważana za koreańskie centrum ceremonii herbaty, dzięki mistrzowi sŏn Ch'oŭi Ŭisunowi.
Klasztor jest obecnie 22 parafialną świątynią Korei, z której zarządza się prawie 50 innymi klasztorami.

## Znane obiekty
- Taehŭngsa bungmirŭgammaae yeoraejwasang (Wycięty w północnej skale siedzący budda Maitreja klasztoru Taehŭng) - Wartość Kulturalna nr 48
- Trzykondygnacyjna kamienna pagoda - Skarb nr 320
- Stupa Sŏsana Taesy - Skarb nr 1347 (pochodzi prawdopodobnie z 1648 roku)

## Adres klasztoru
- 400 Daeheungsa-gil, Samsan-myeon (799 Gurim-ri), Haenam, Jeollanam-do, Korea Południowa

## Galeria

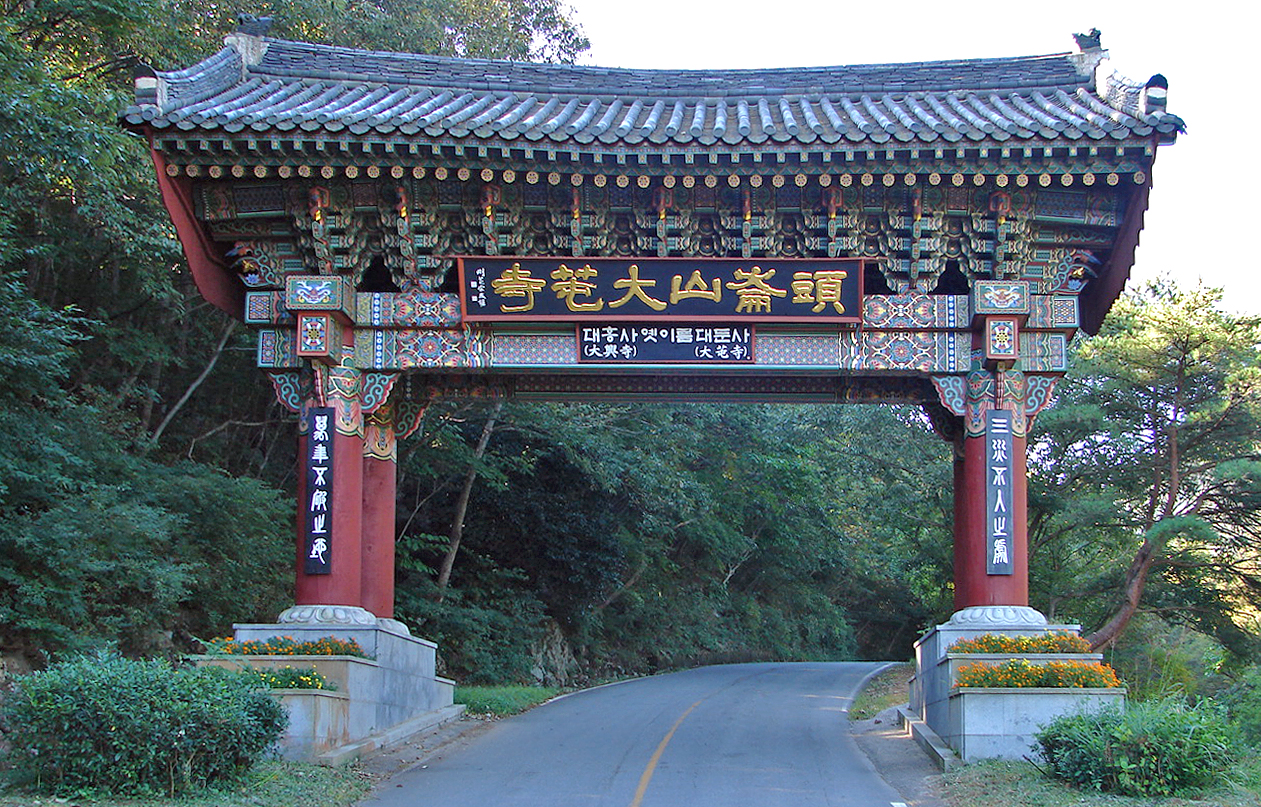
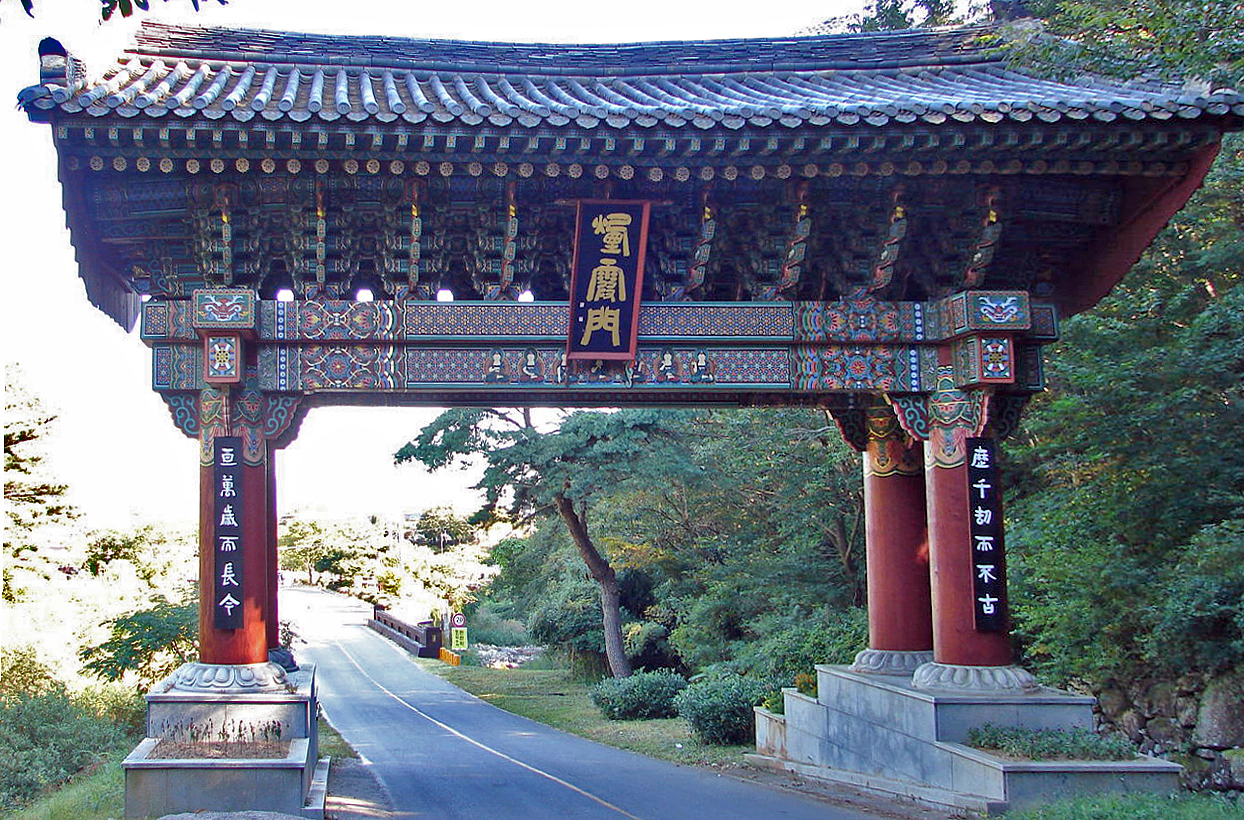
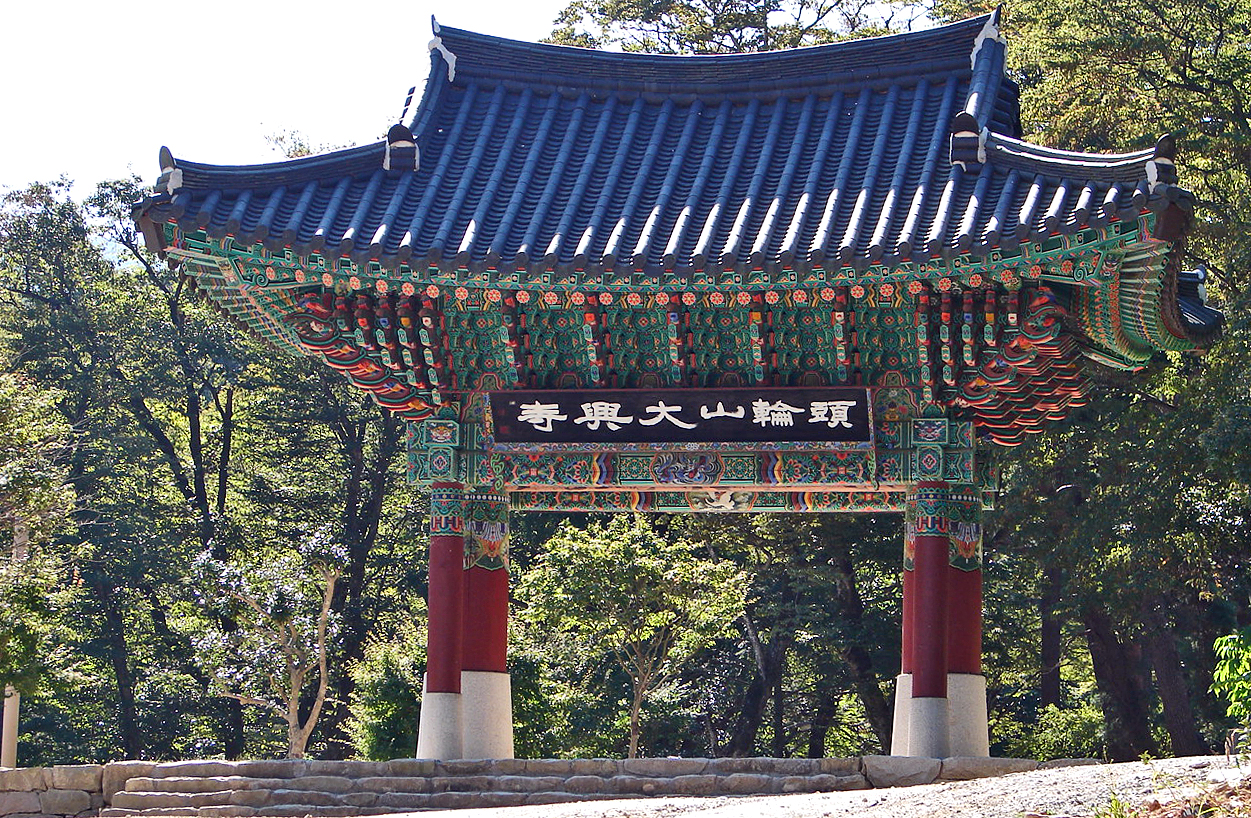
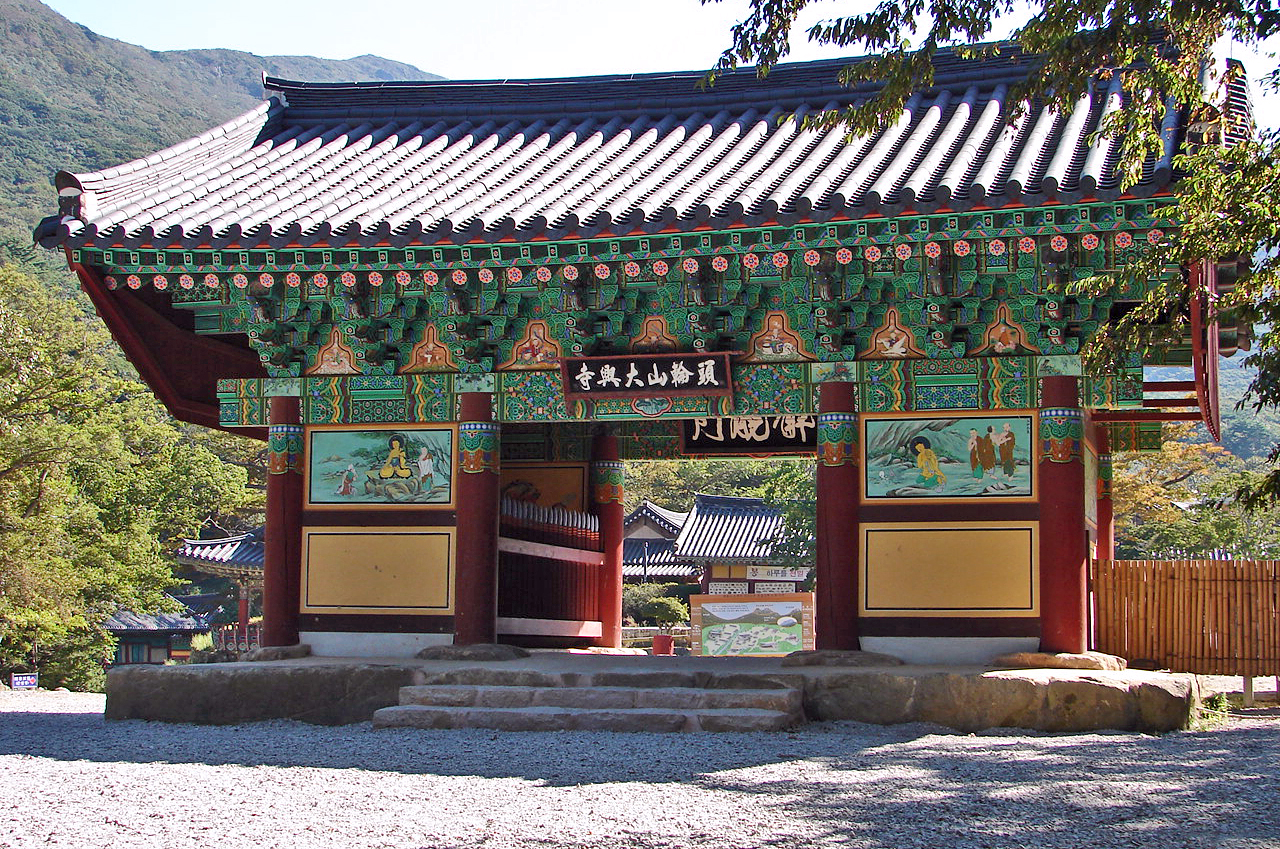
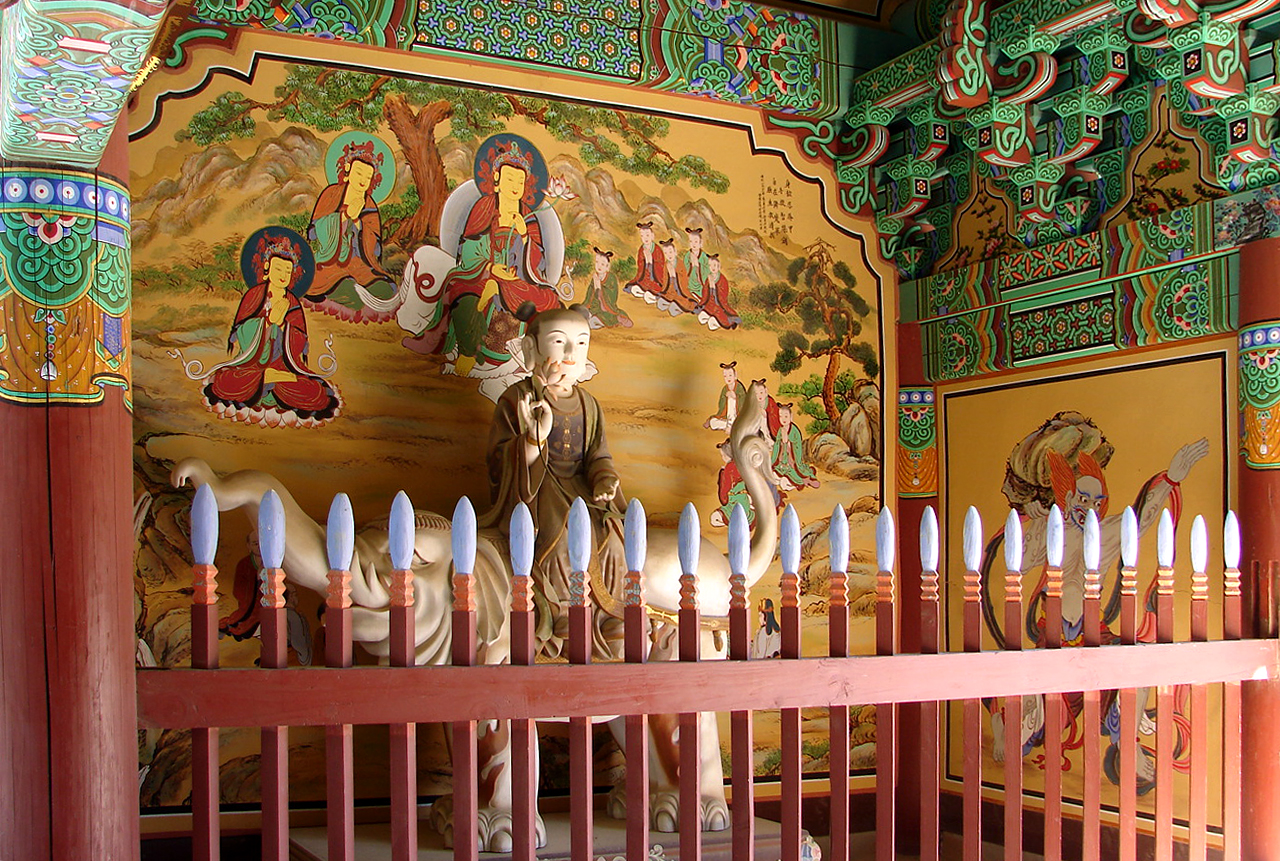
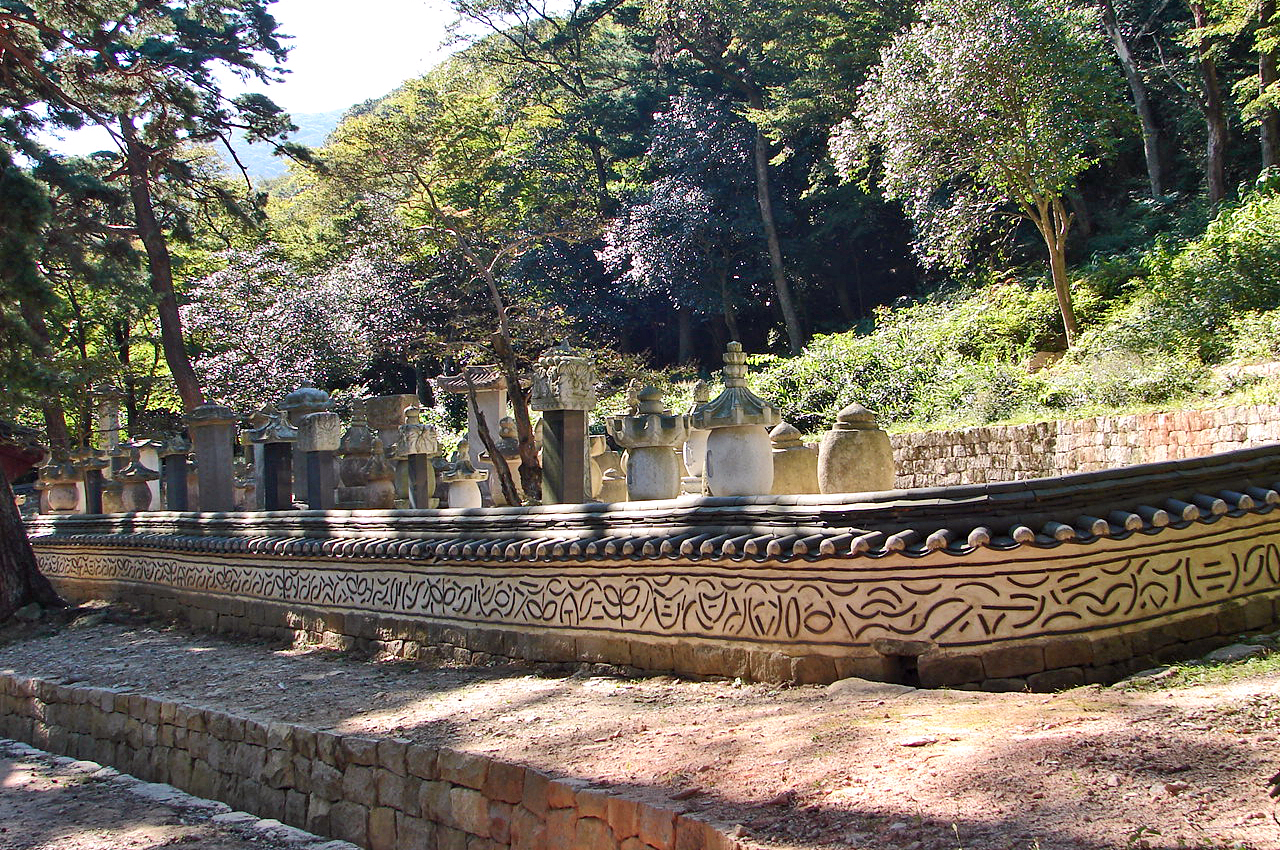
stupy
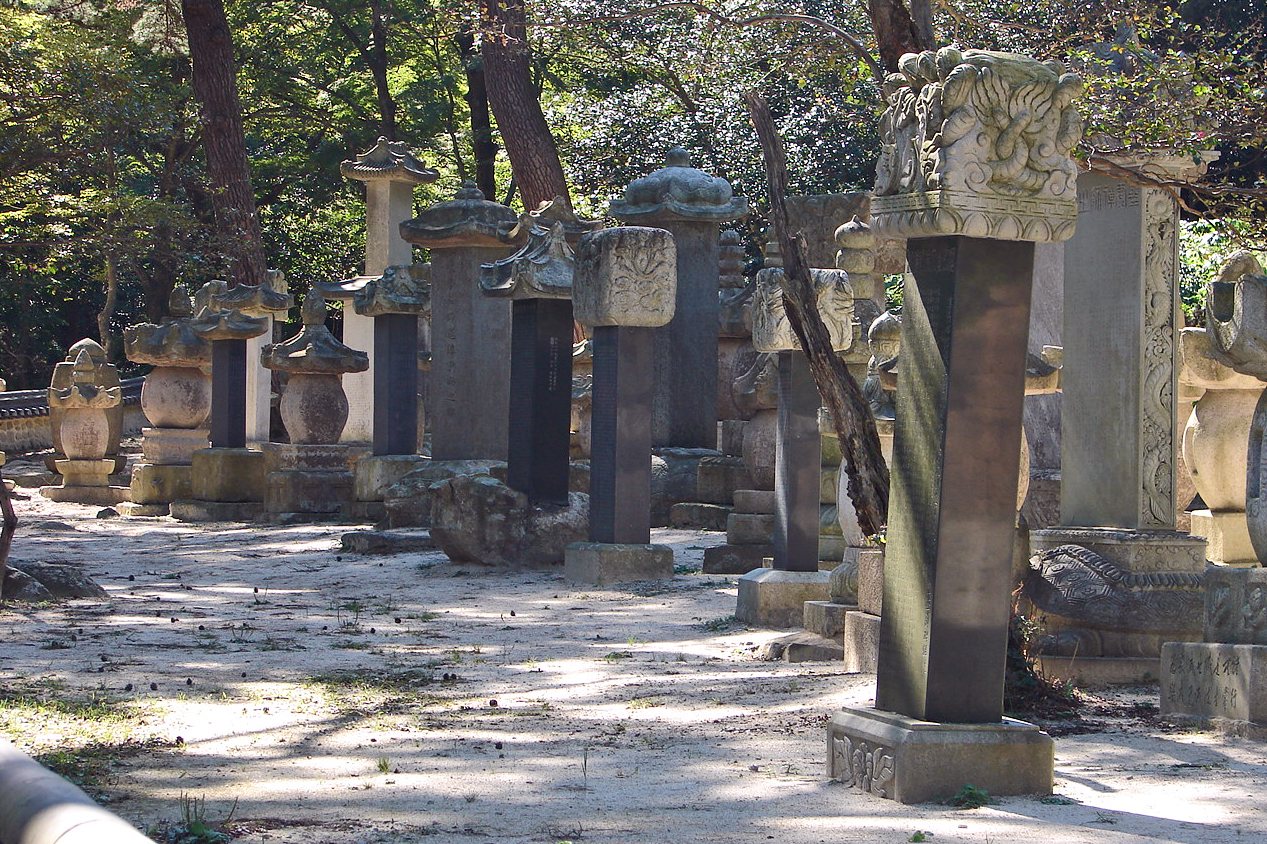
Stupy i stele
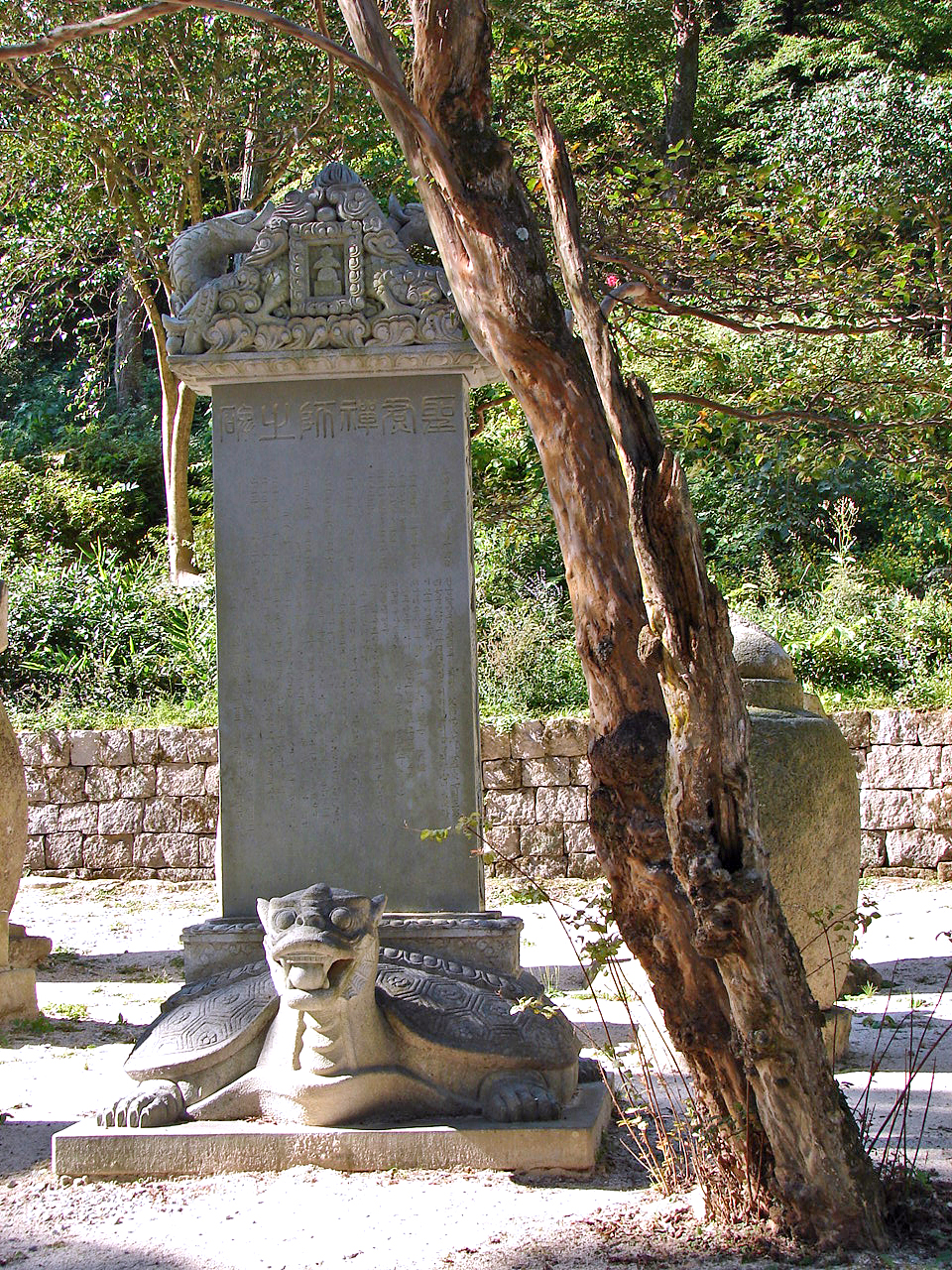
Stela
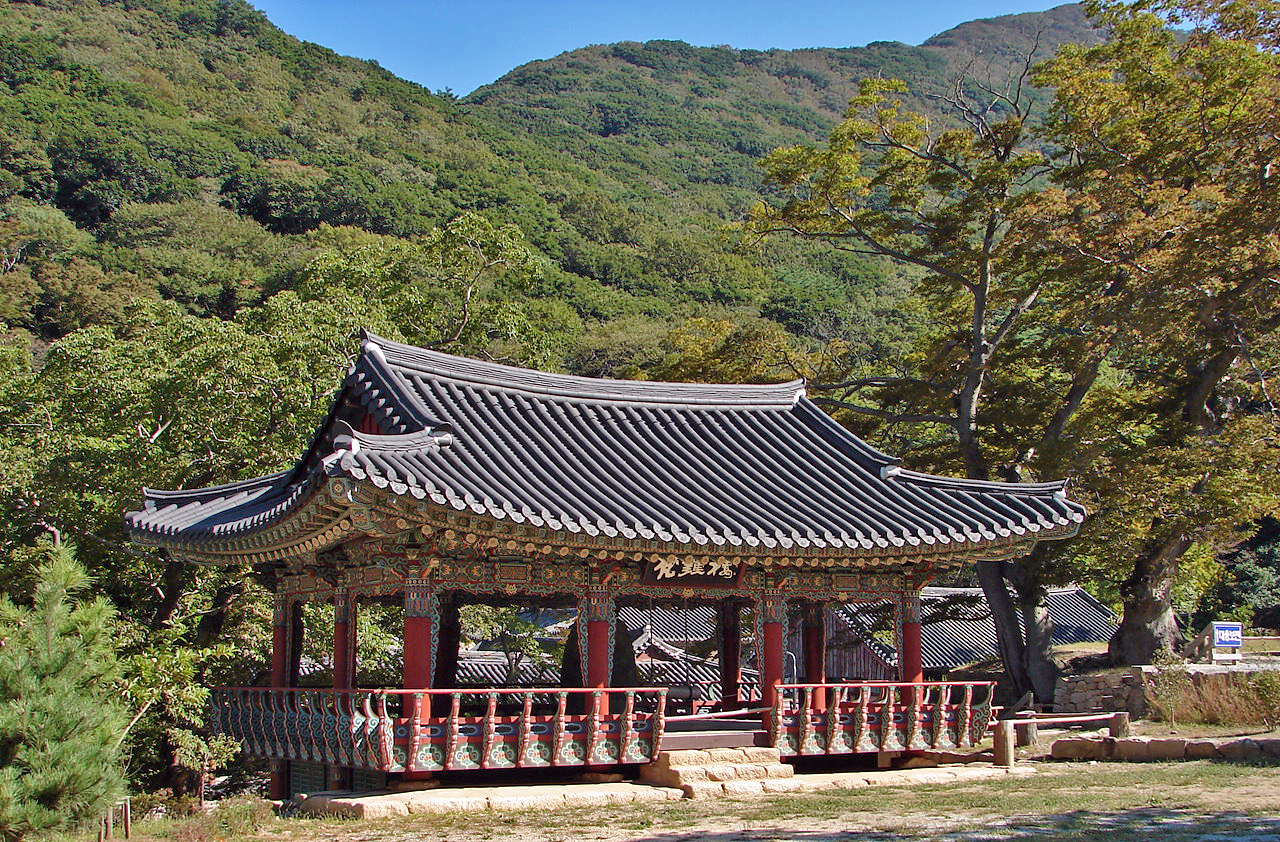
Pawilon dzwonu
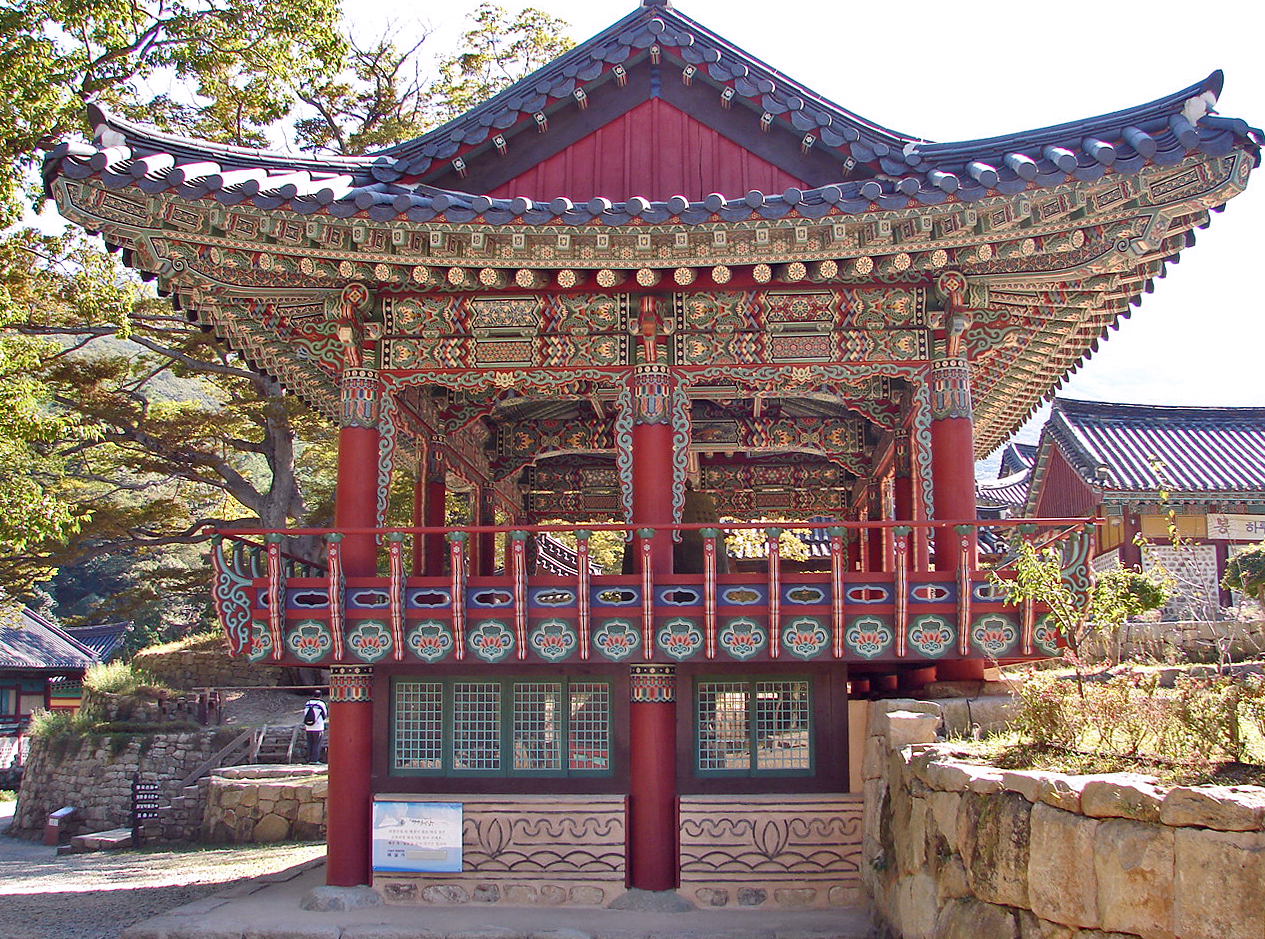
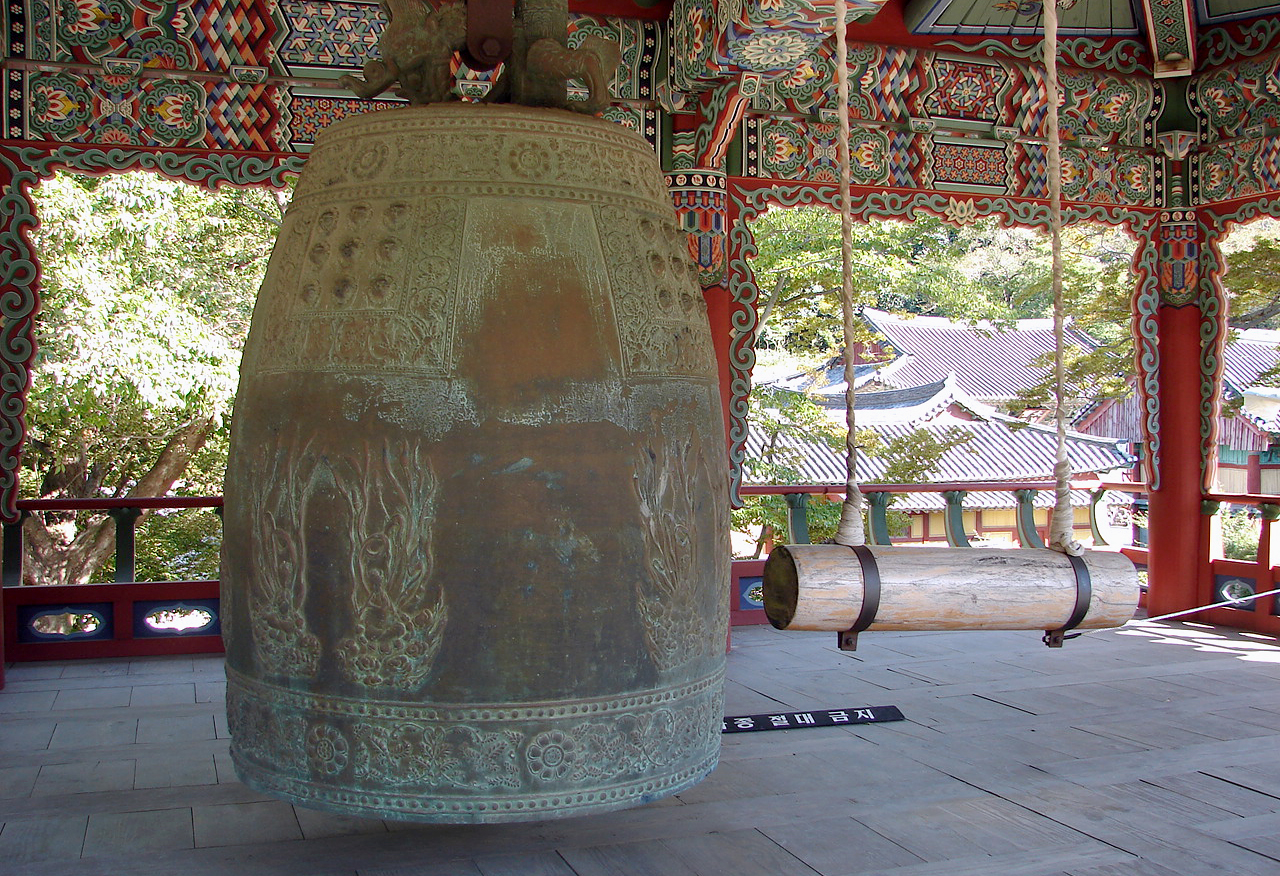
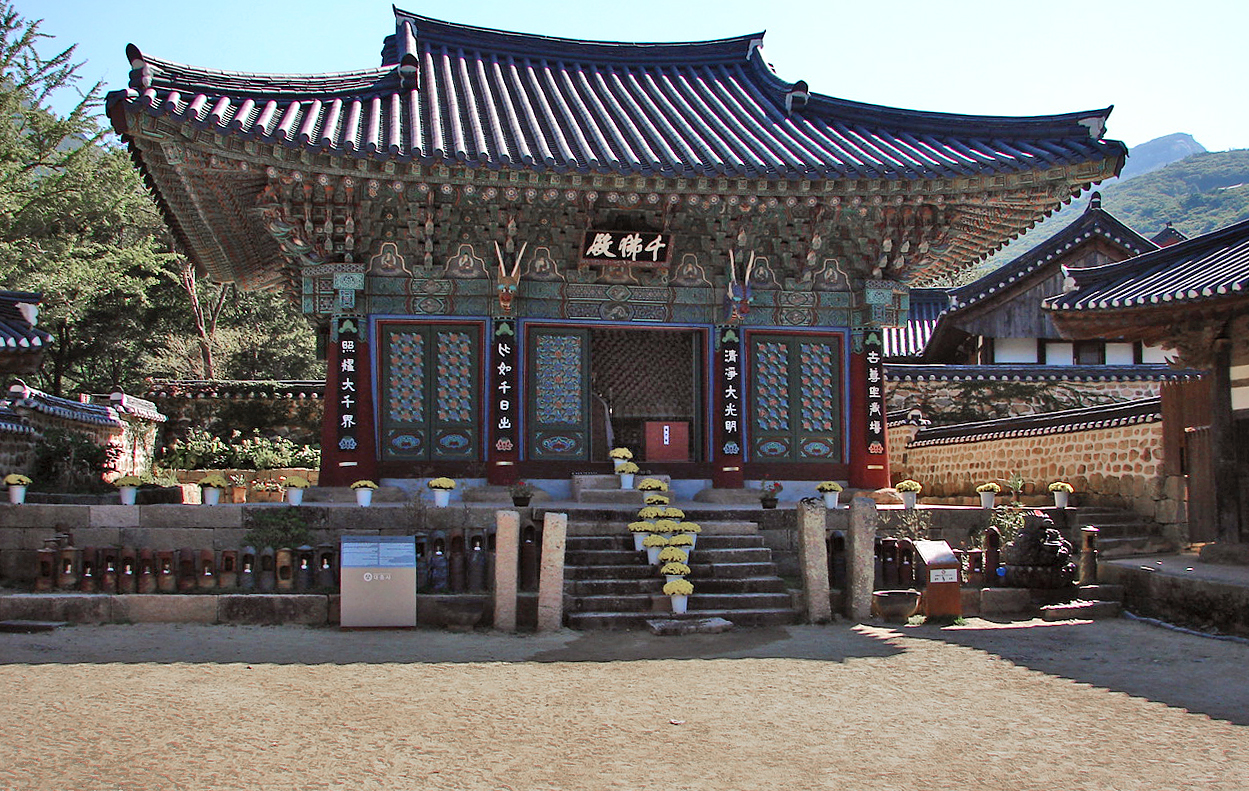
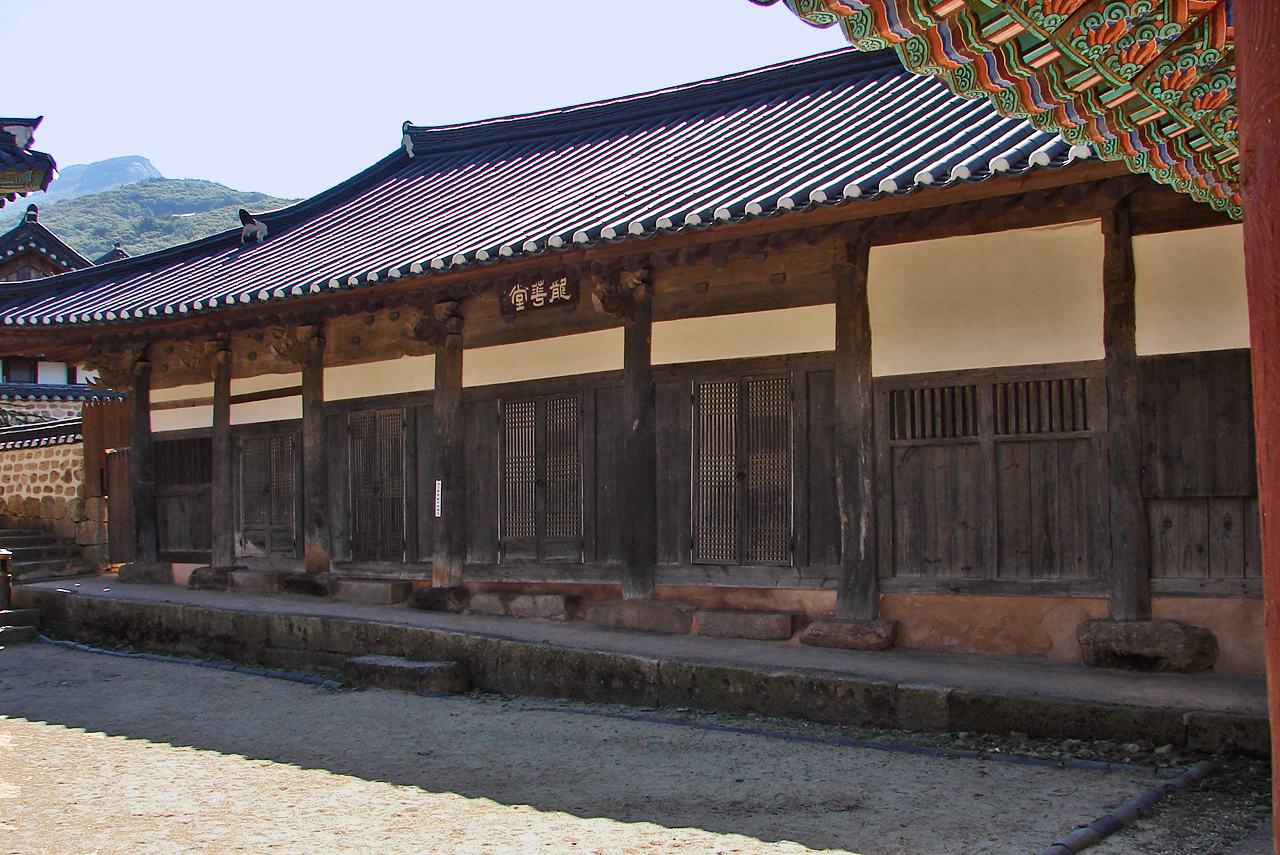
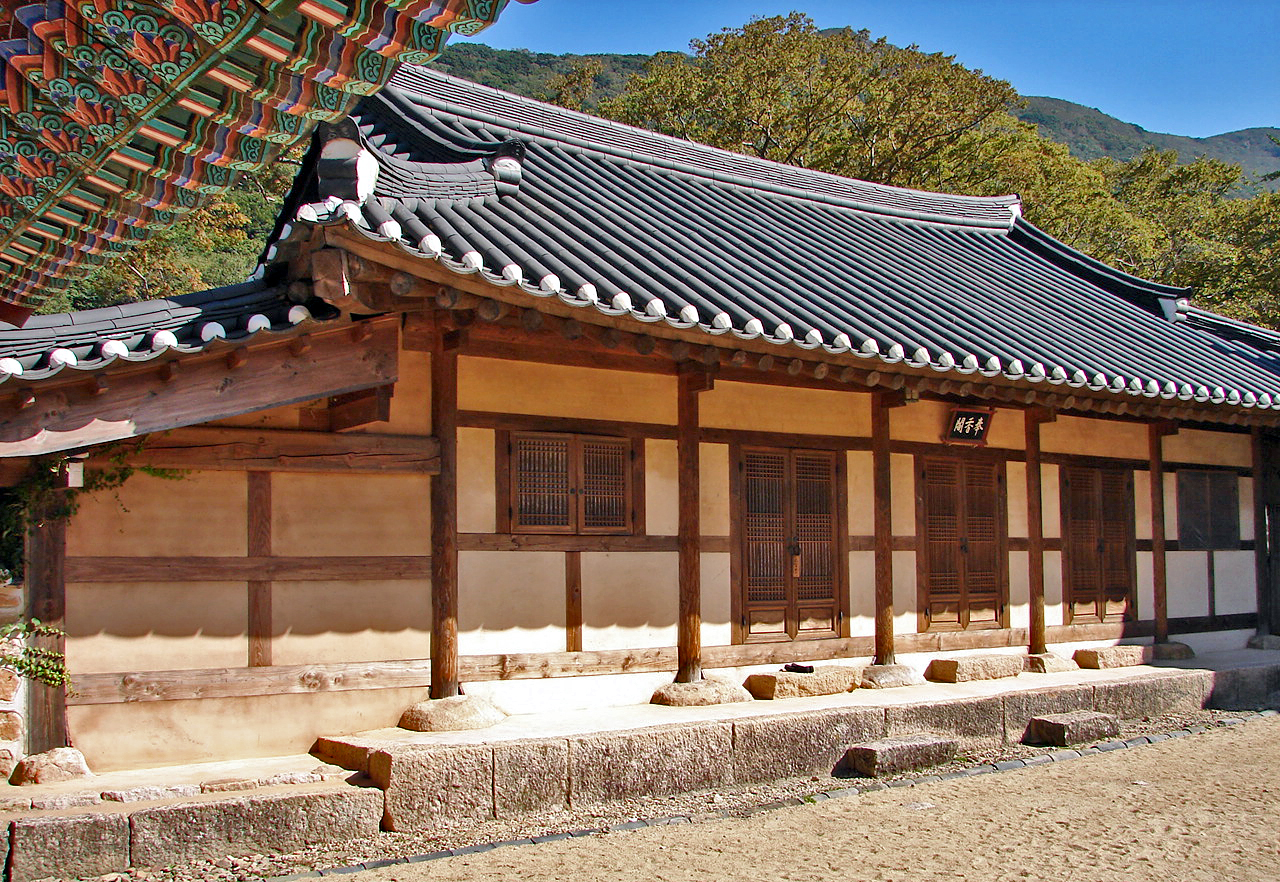
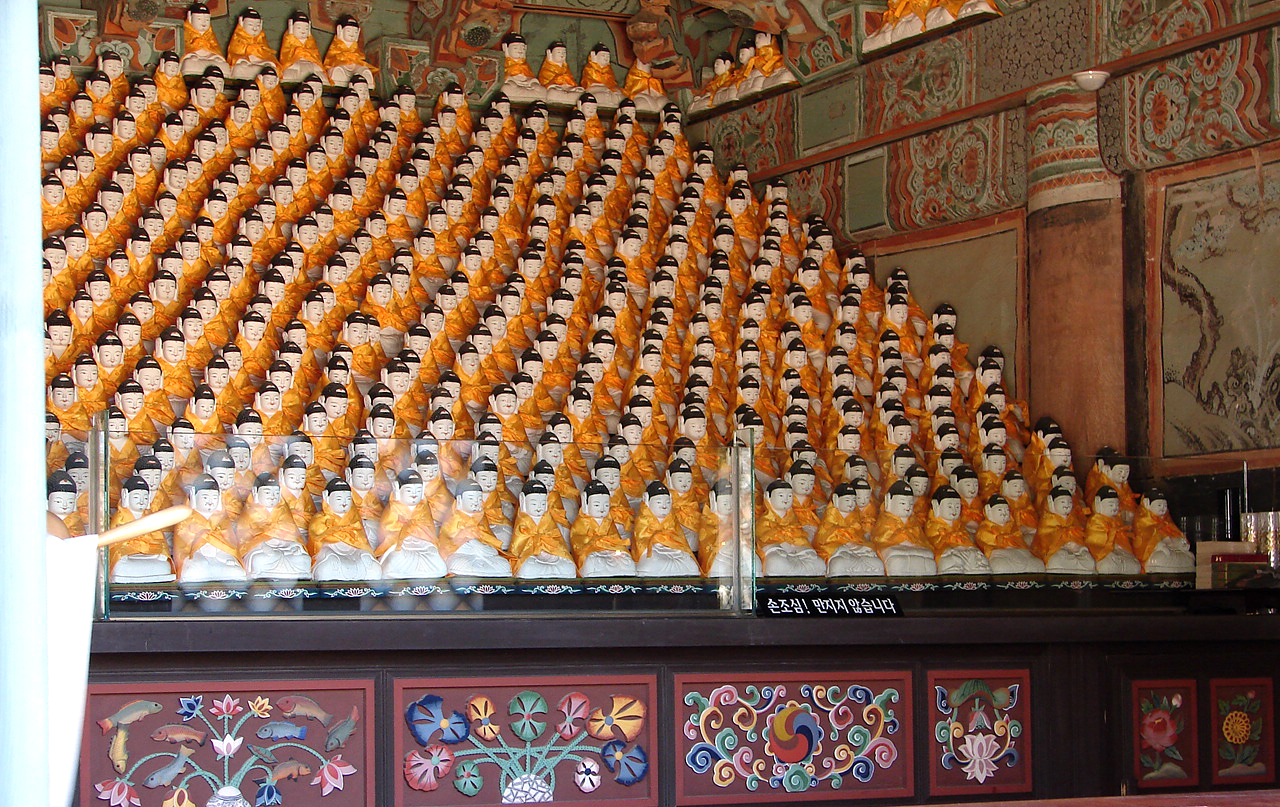
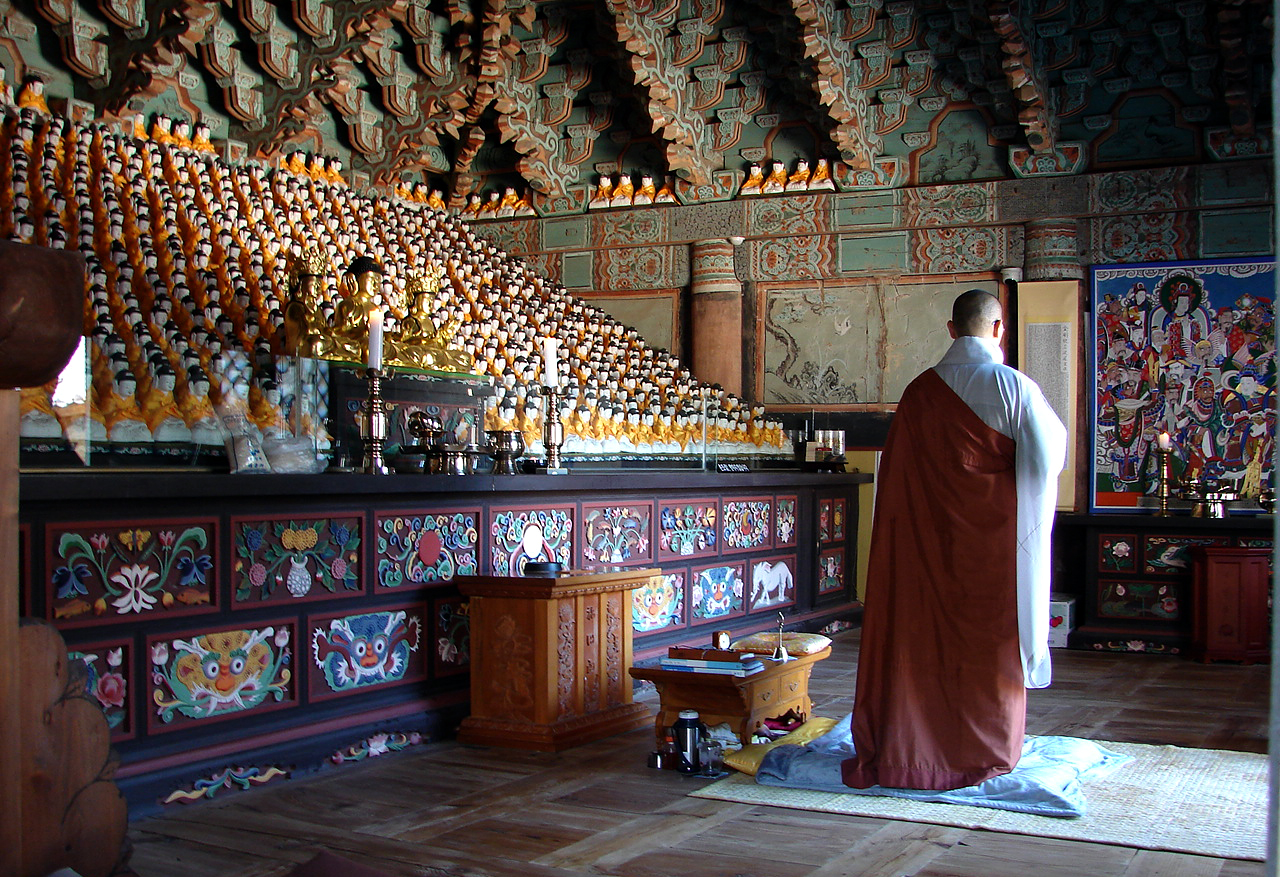
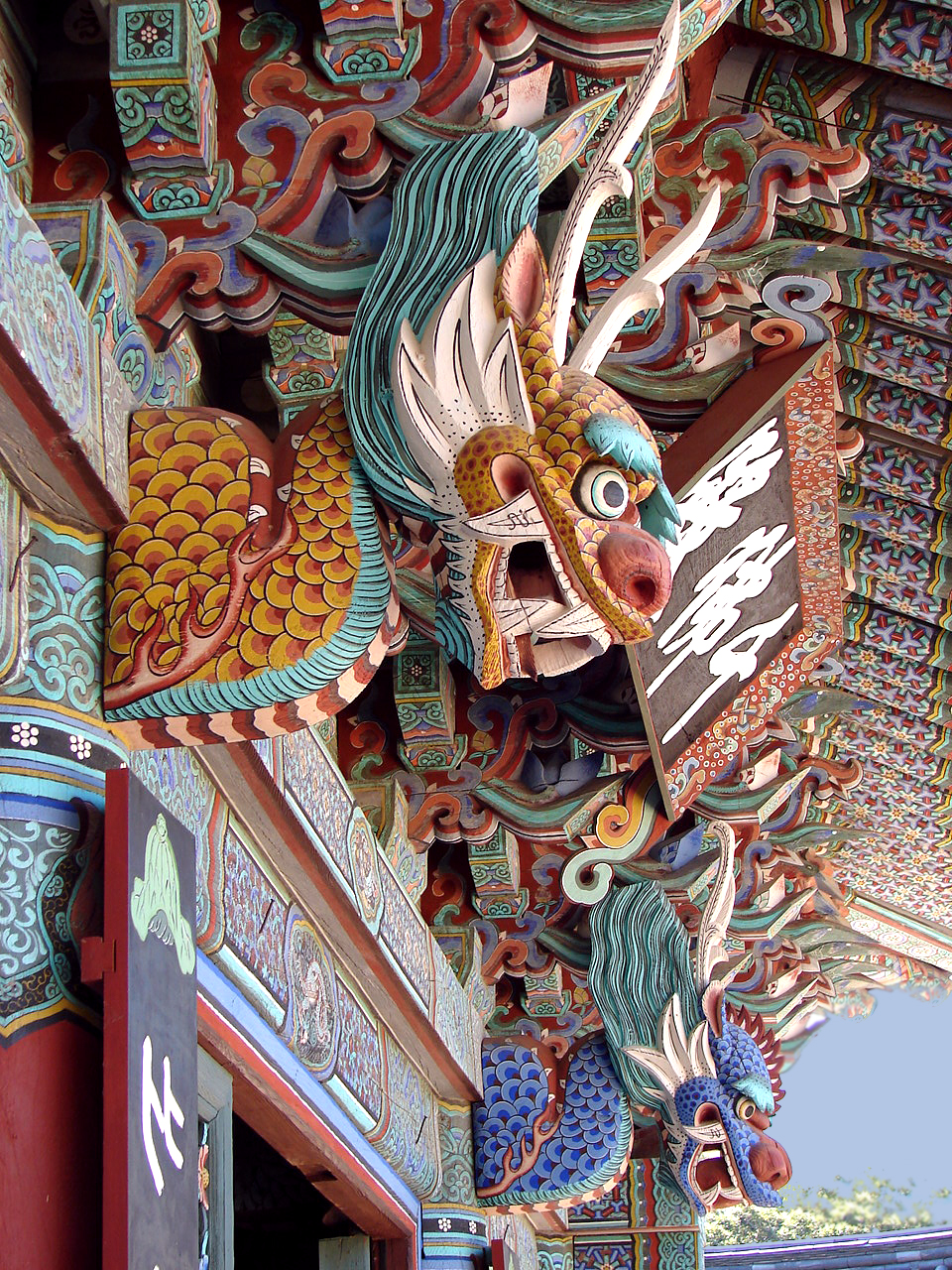
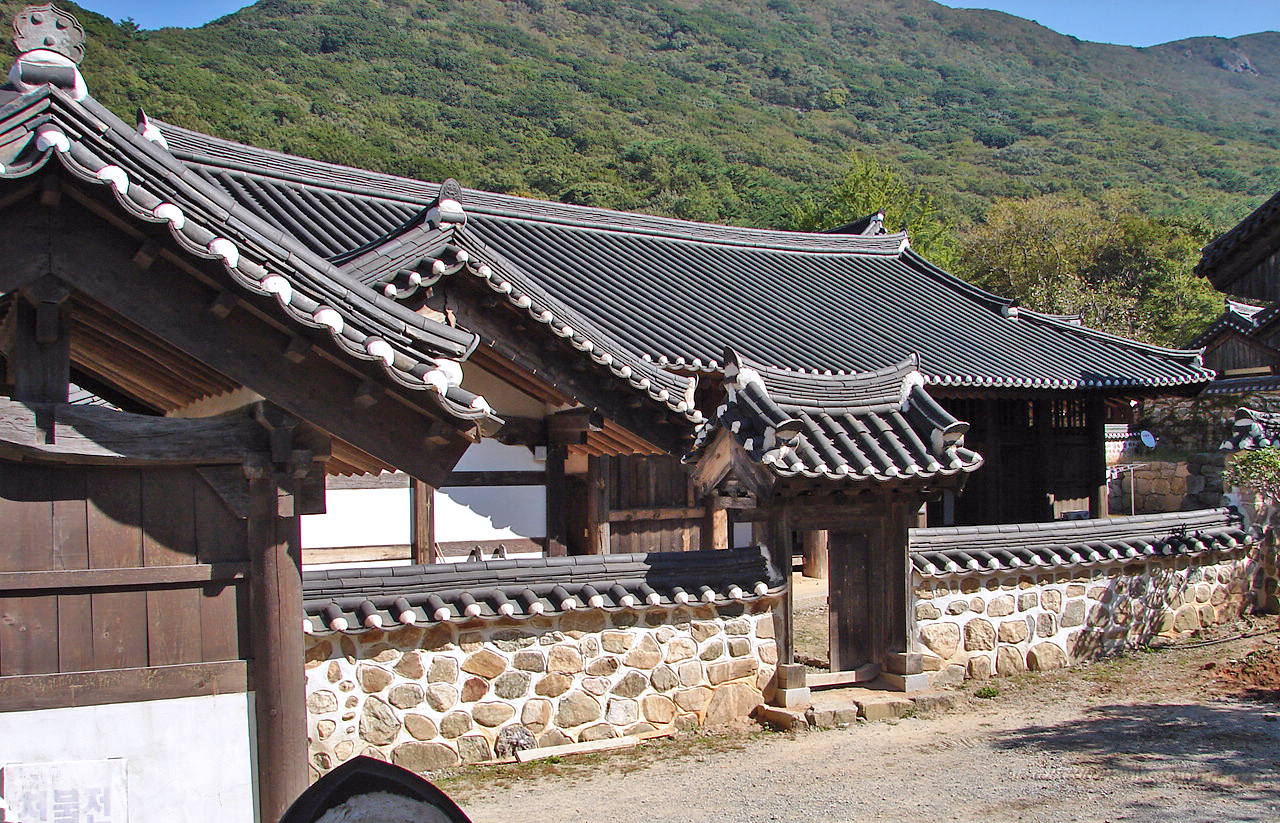
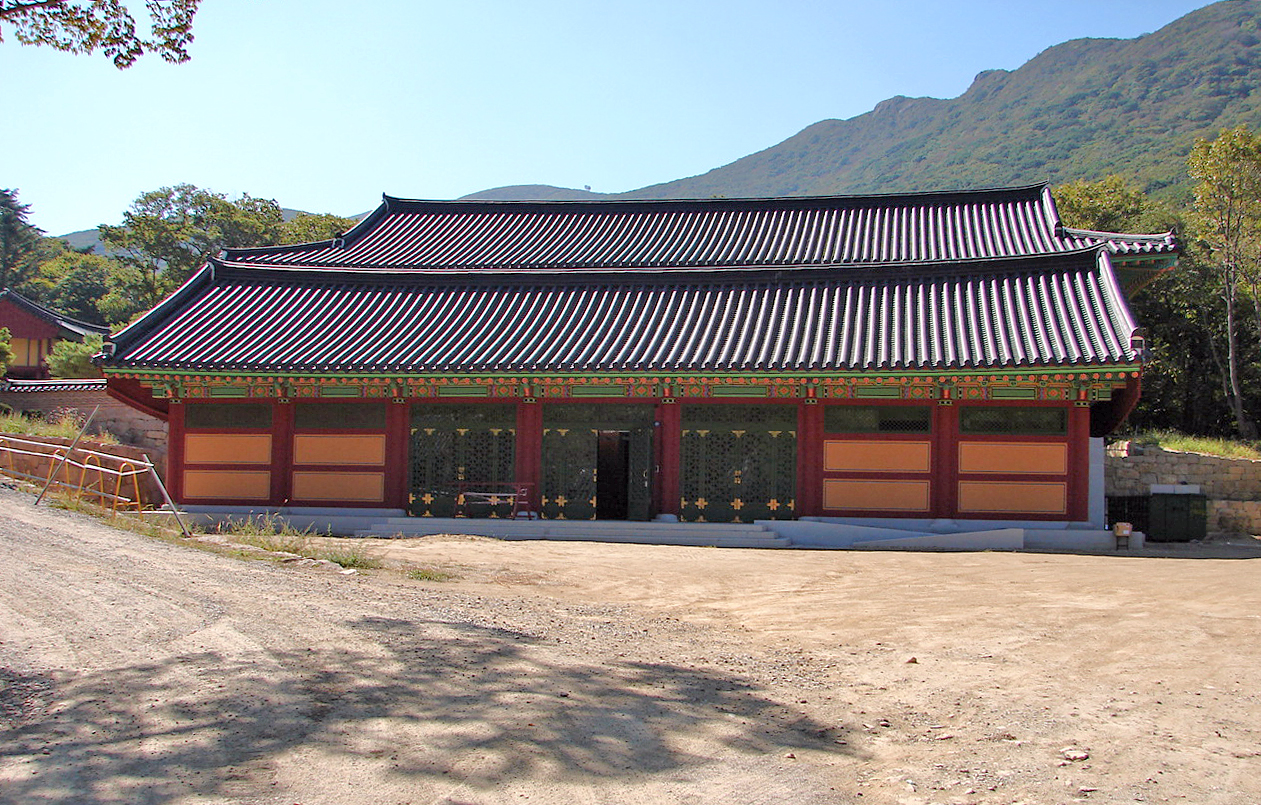
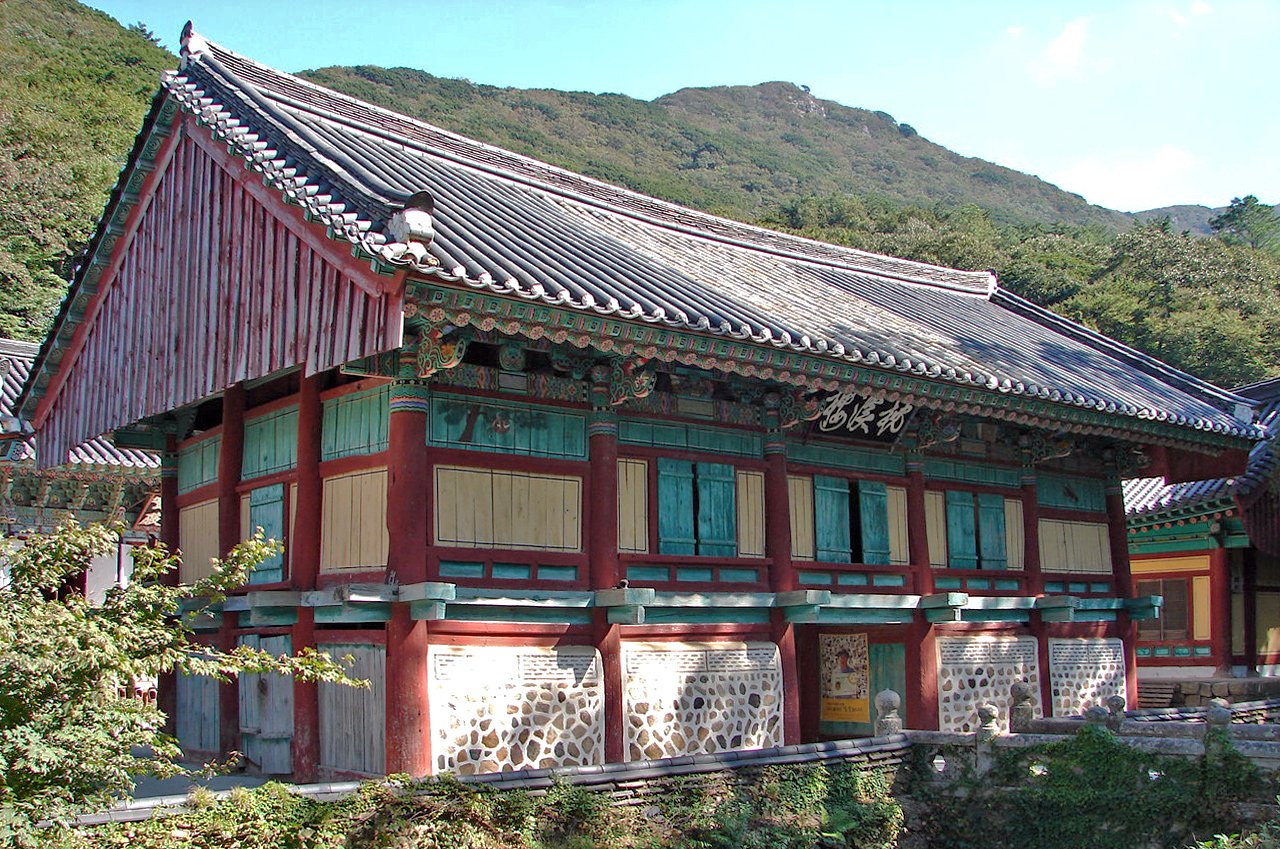
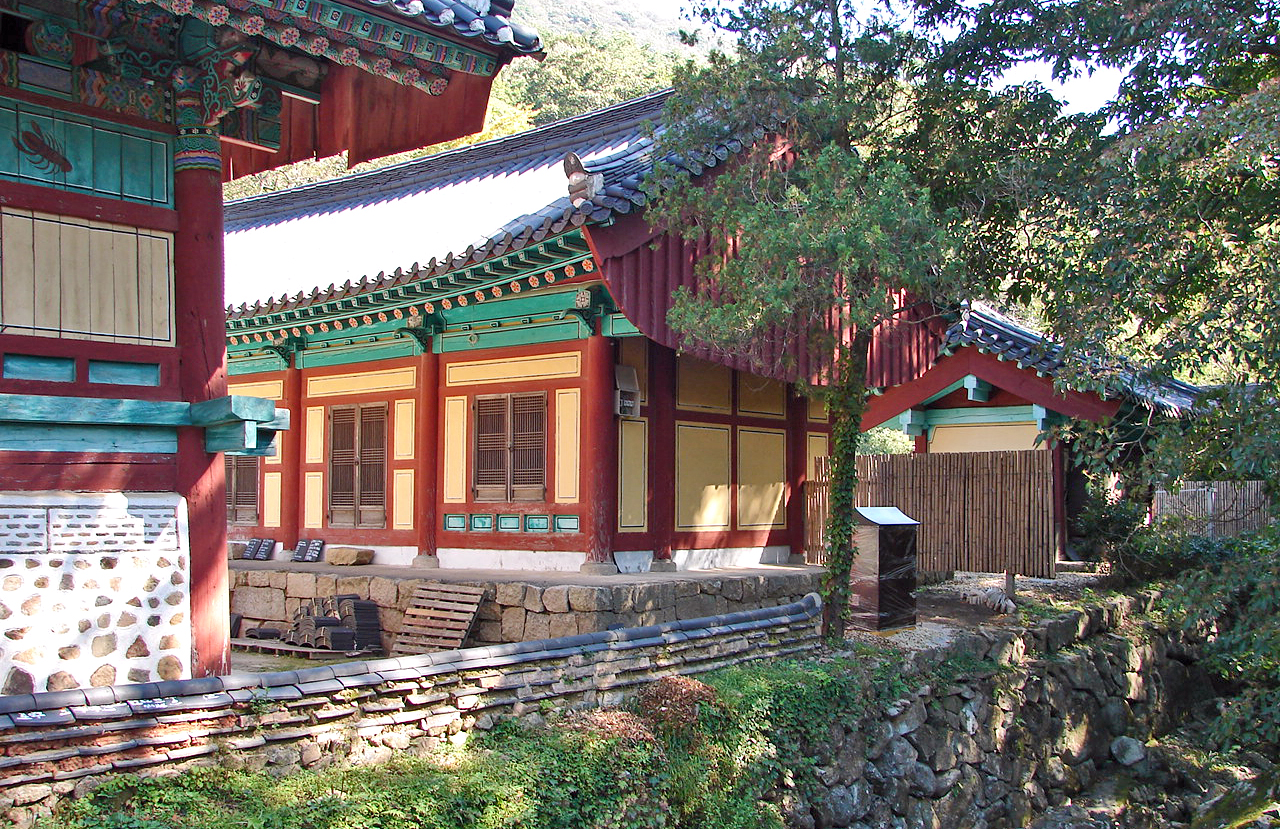
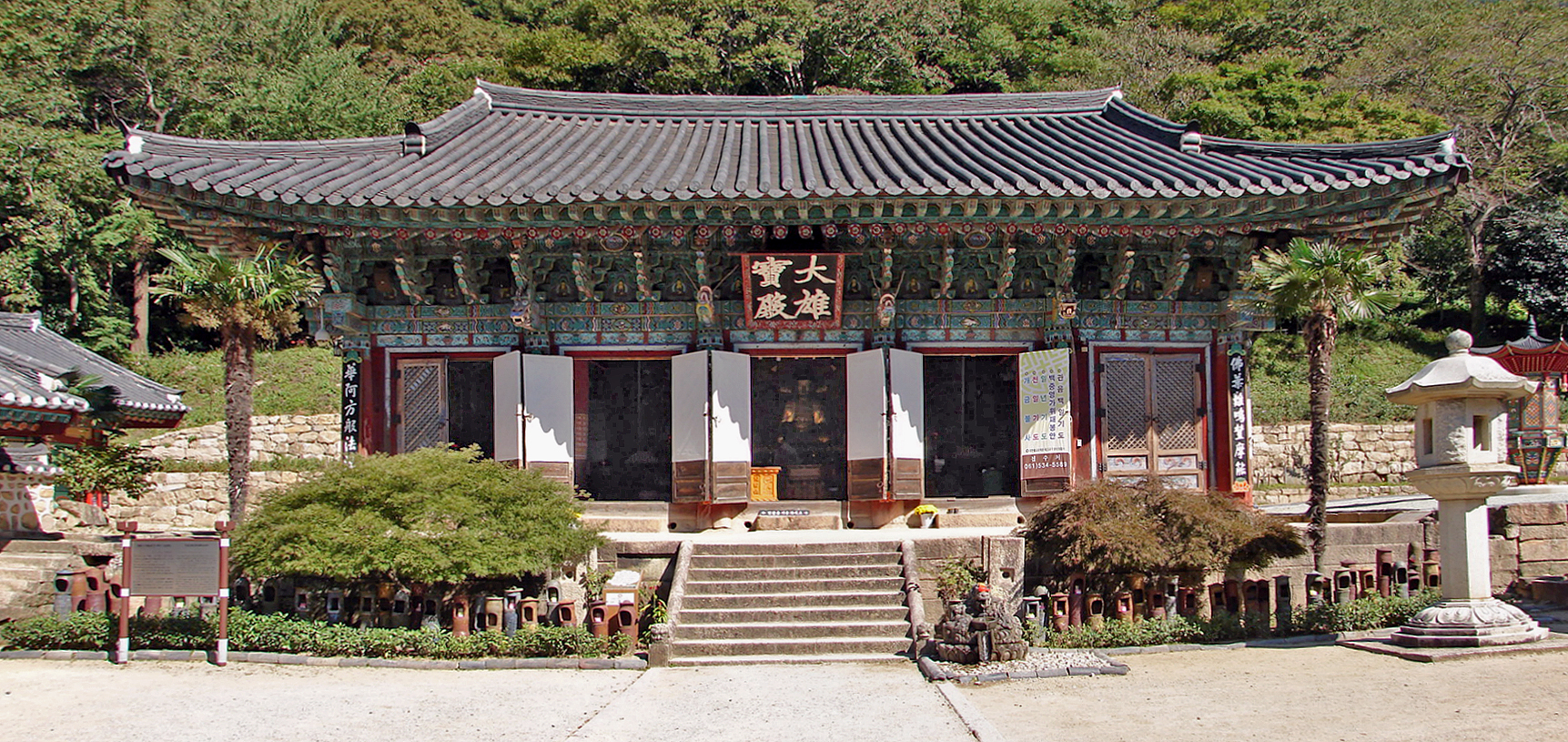
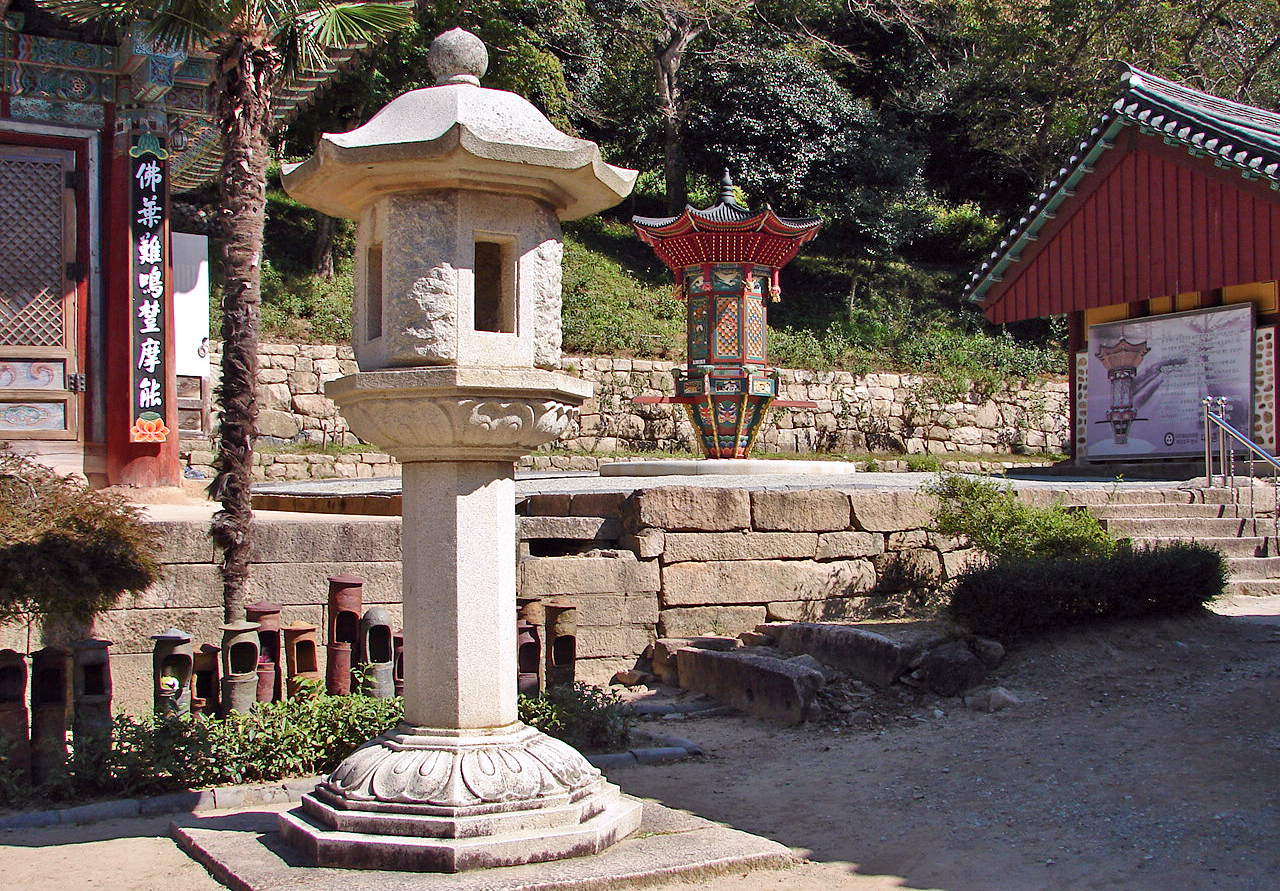
Kamienna latarnia
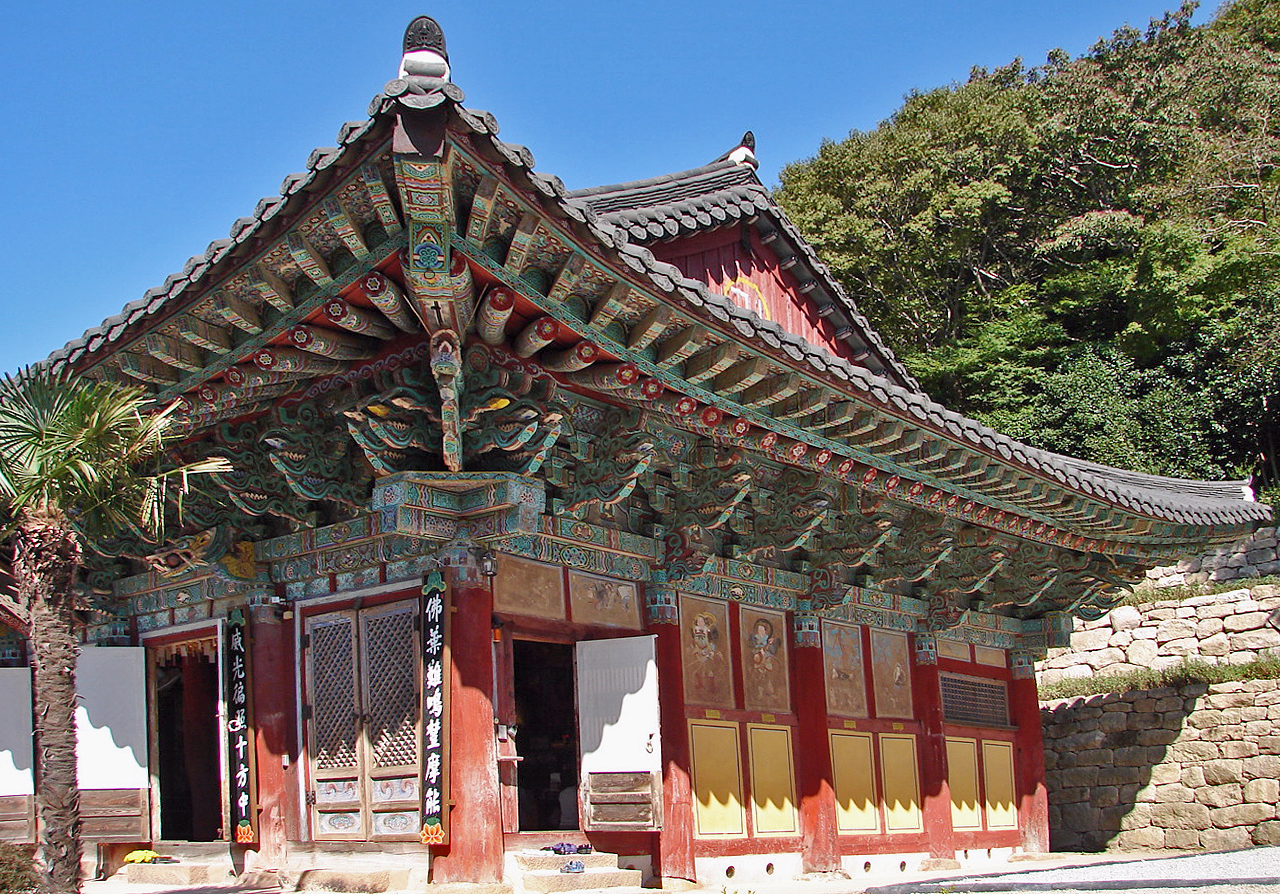
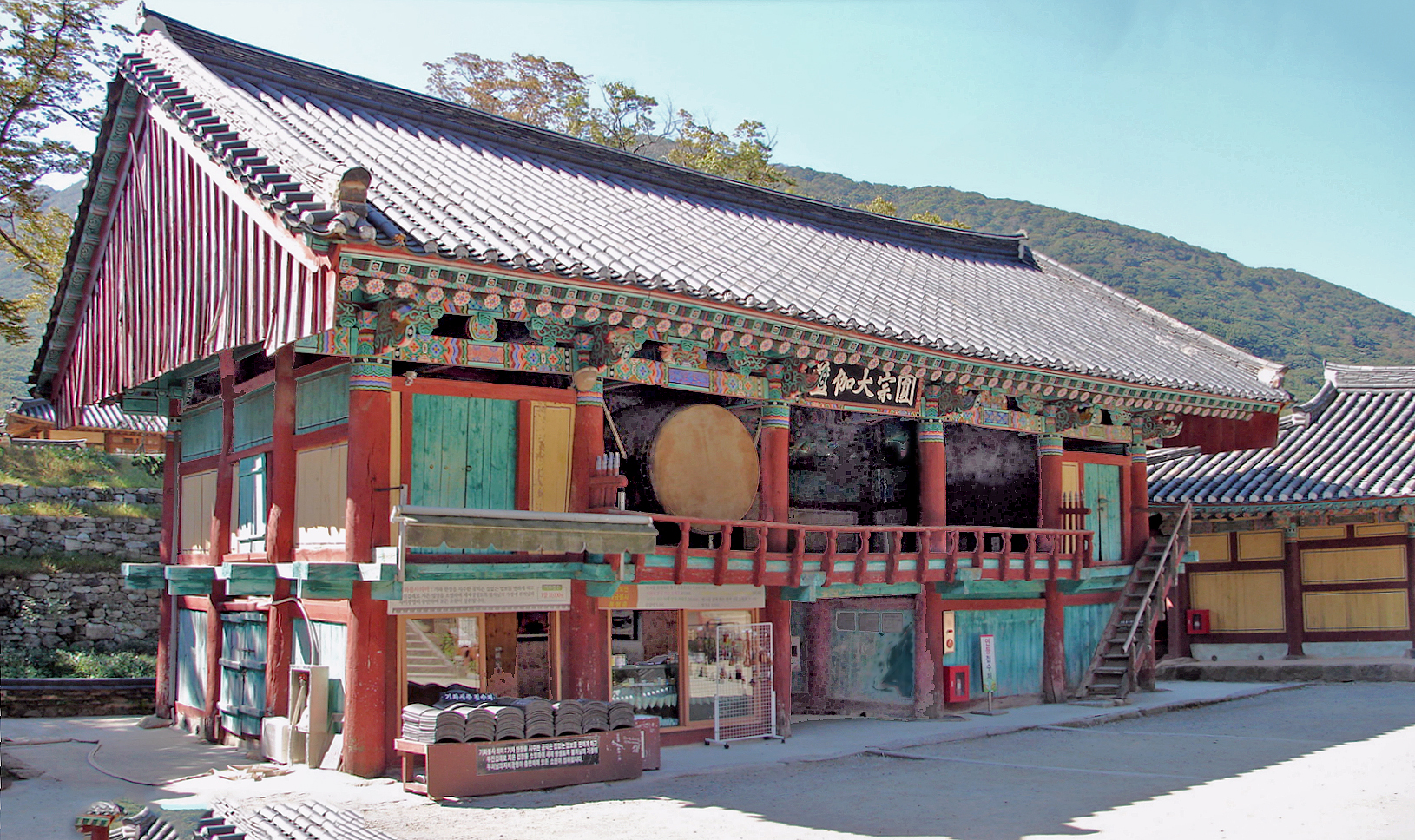
Pawilon bębnów
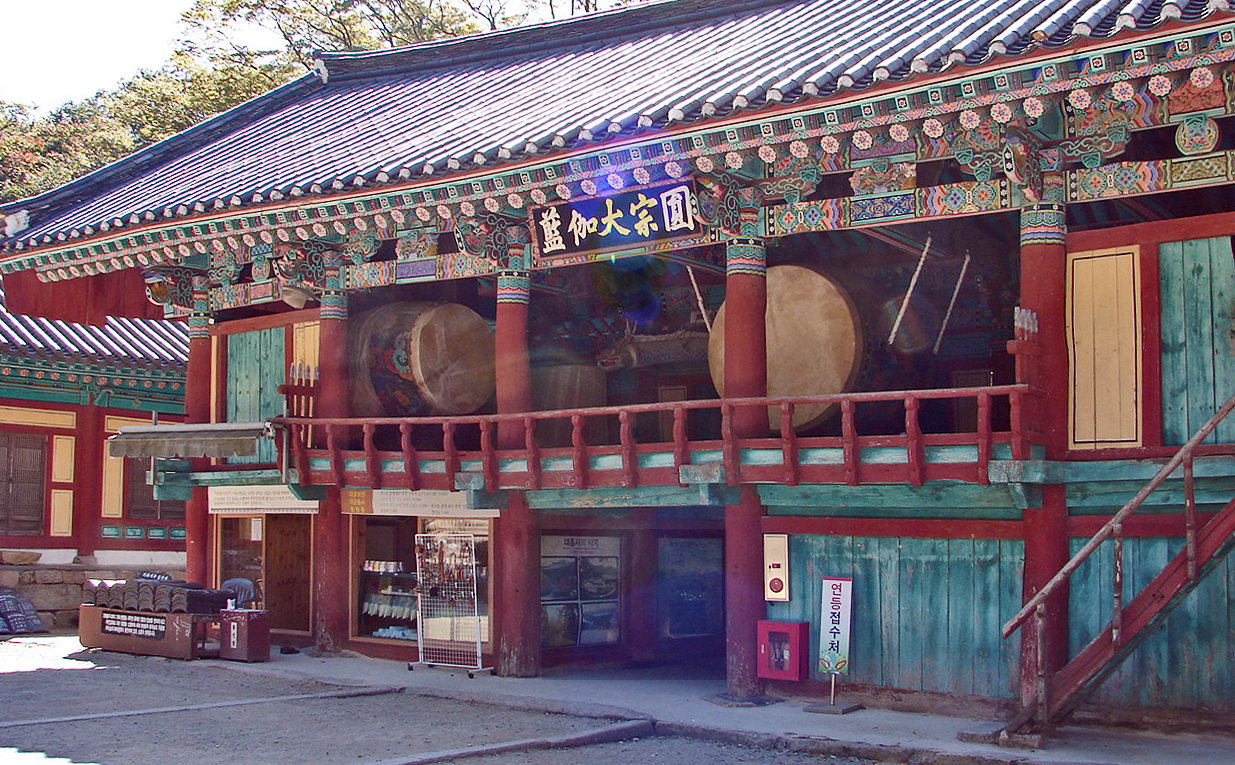
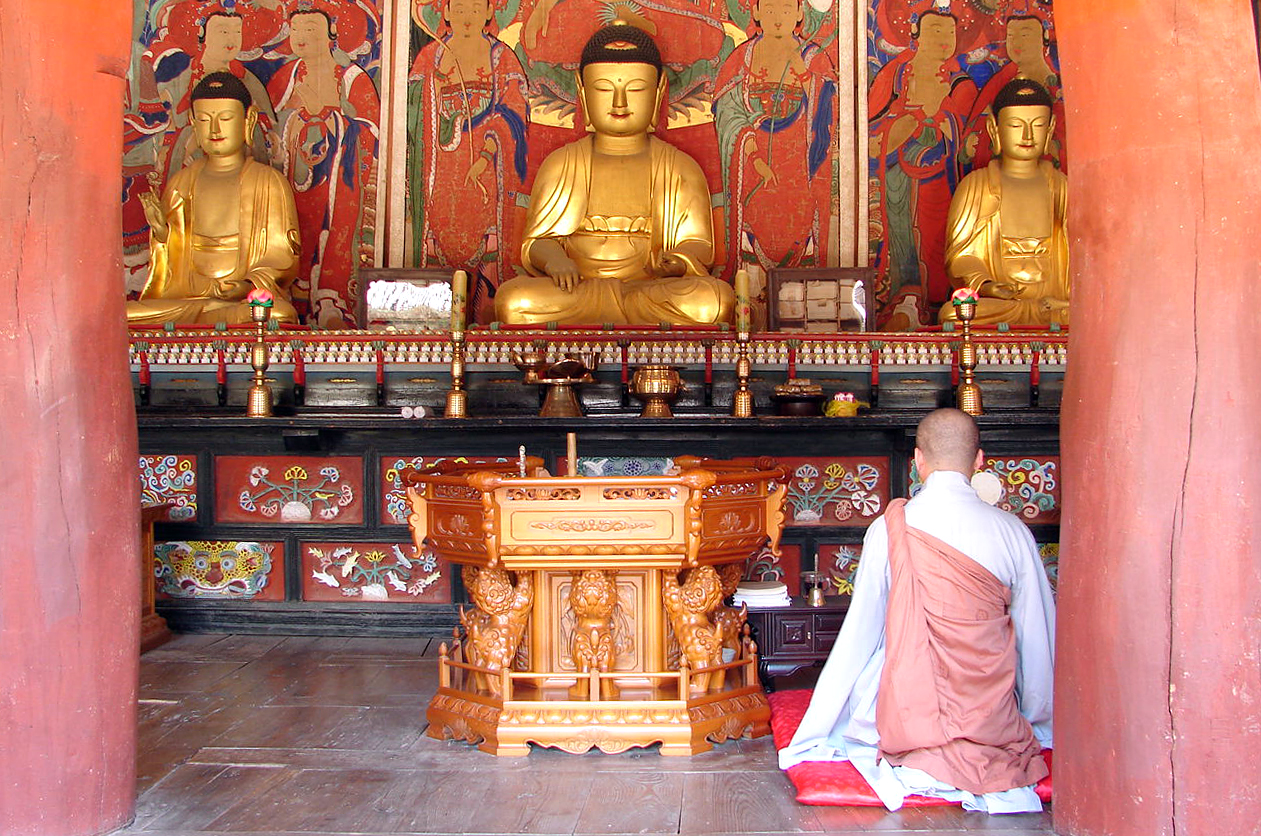
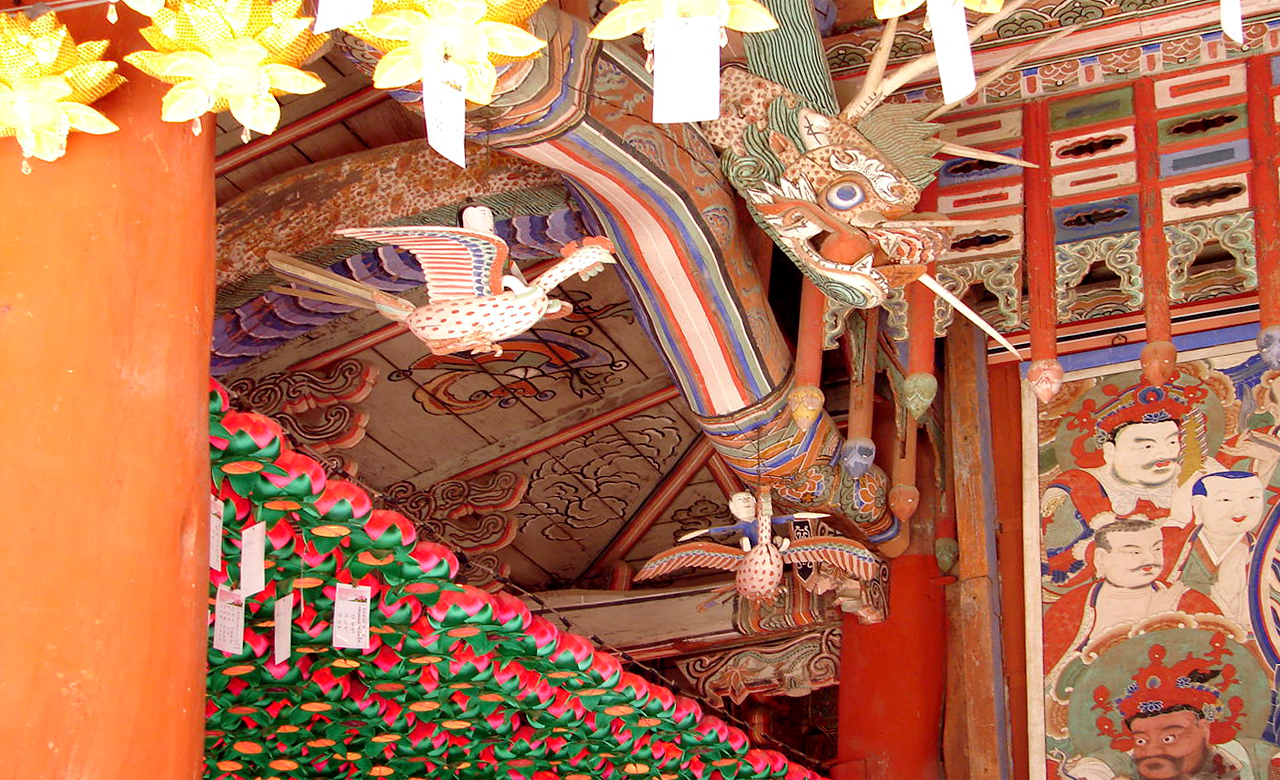
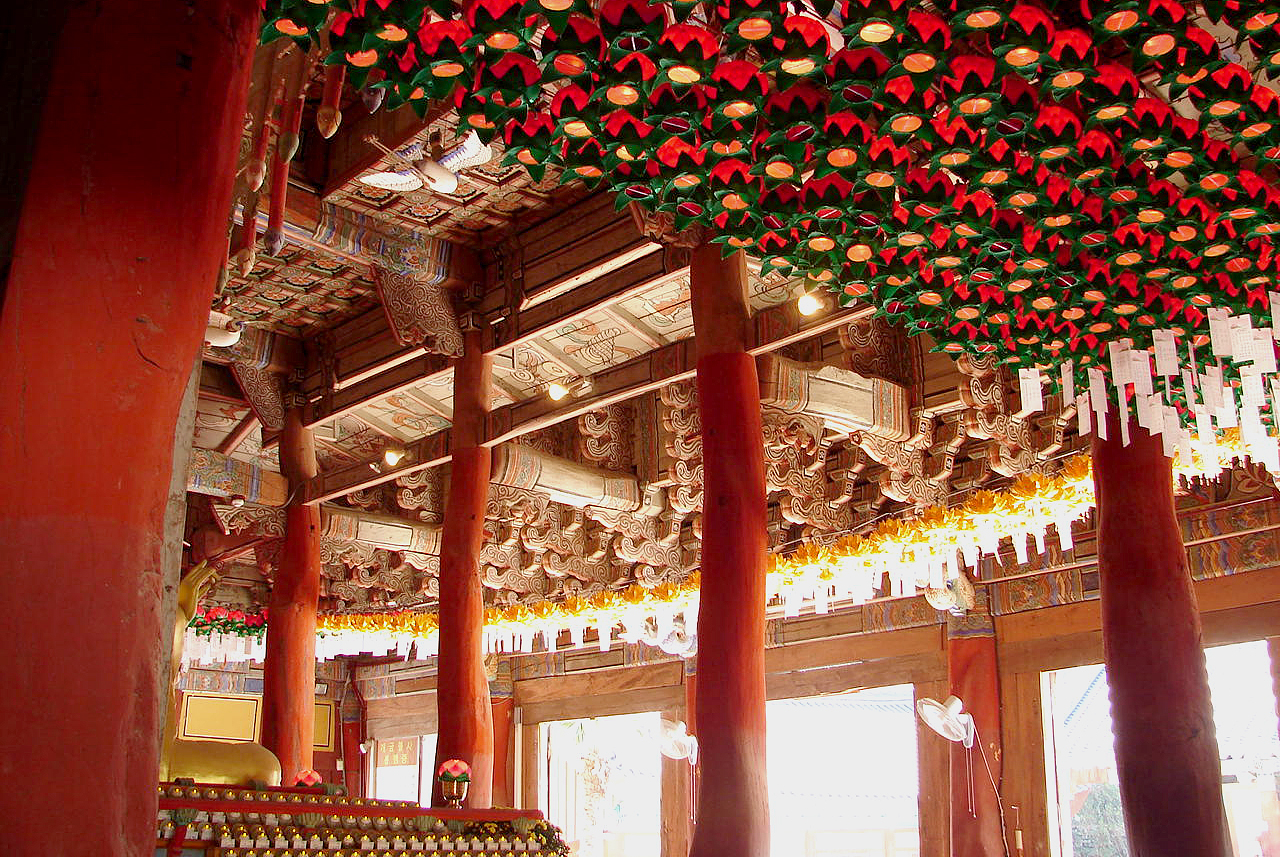
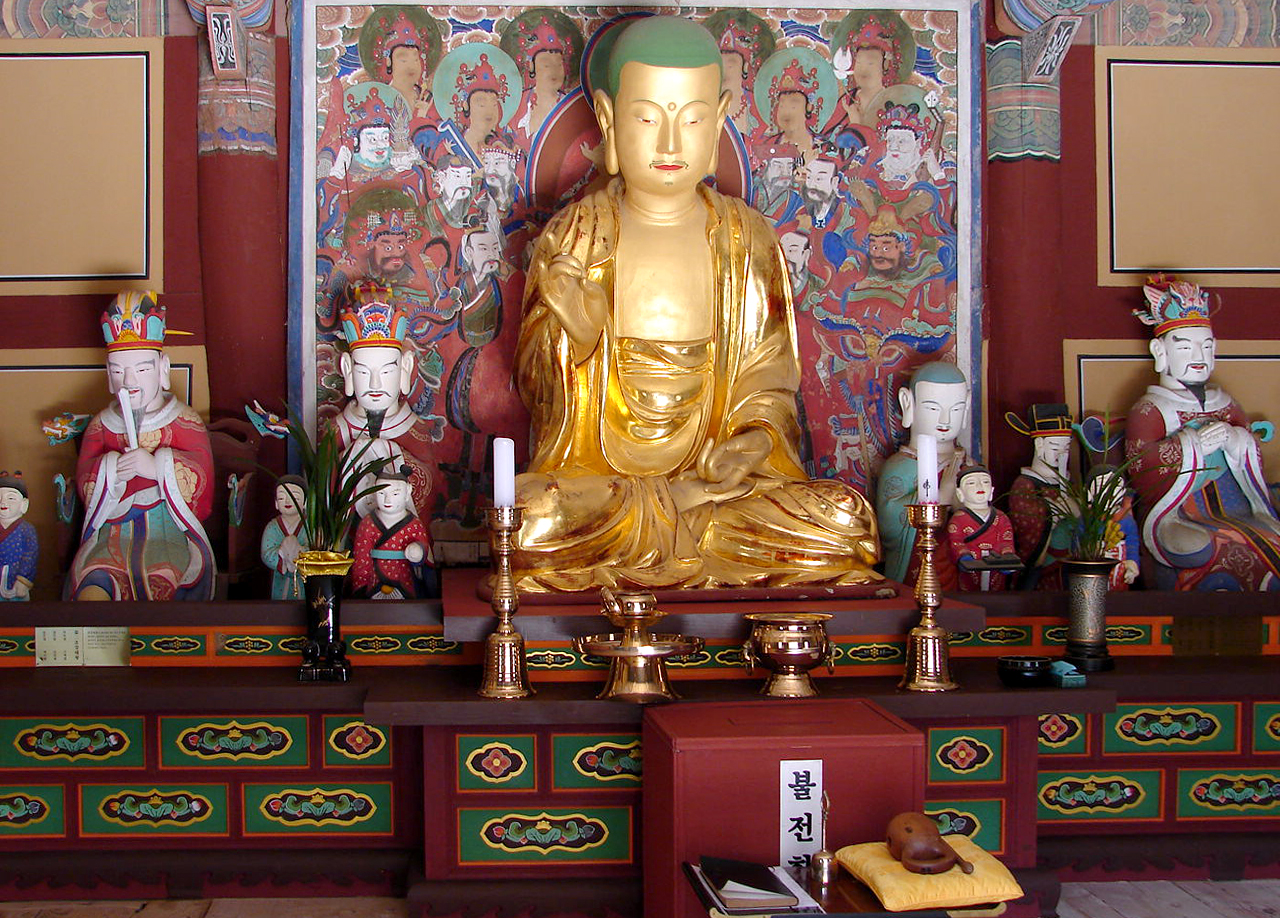
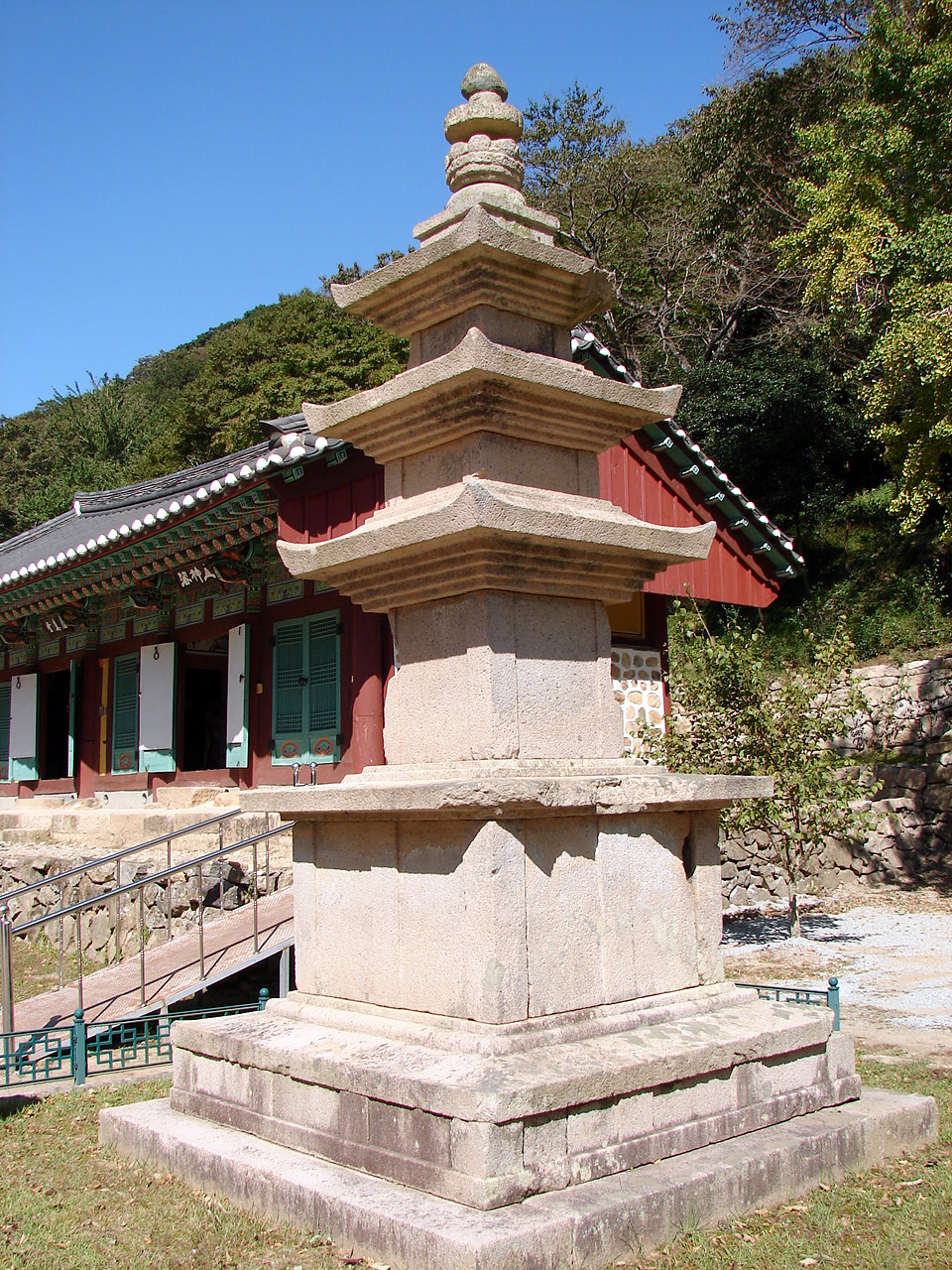
Stupa
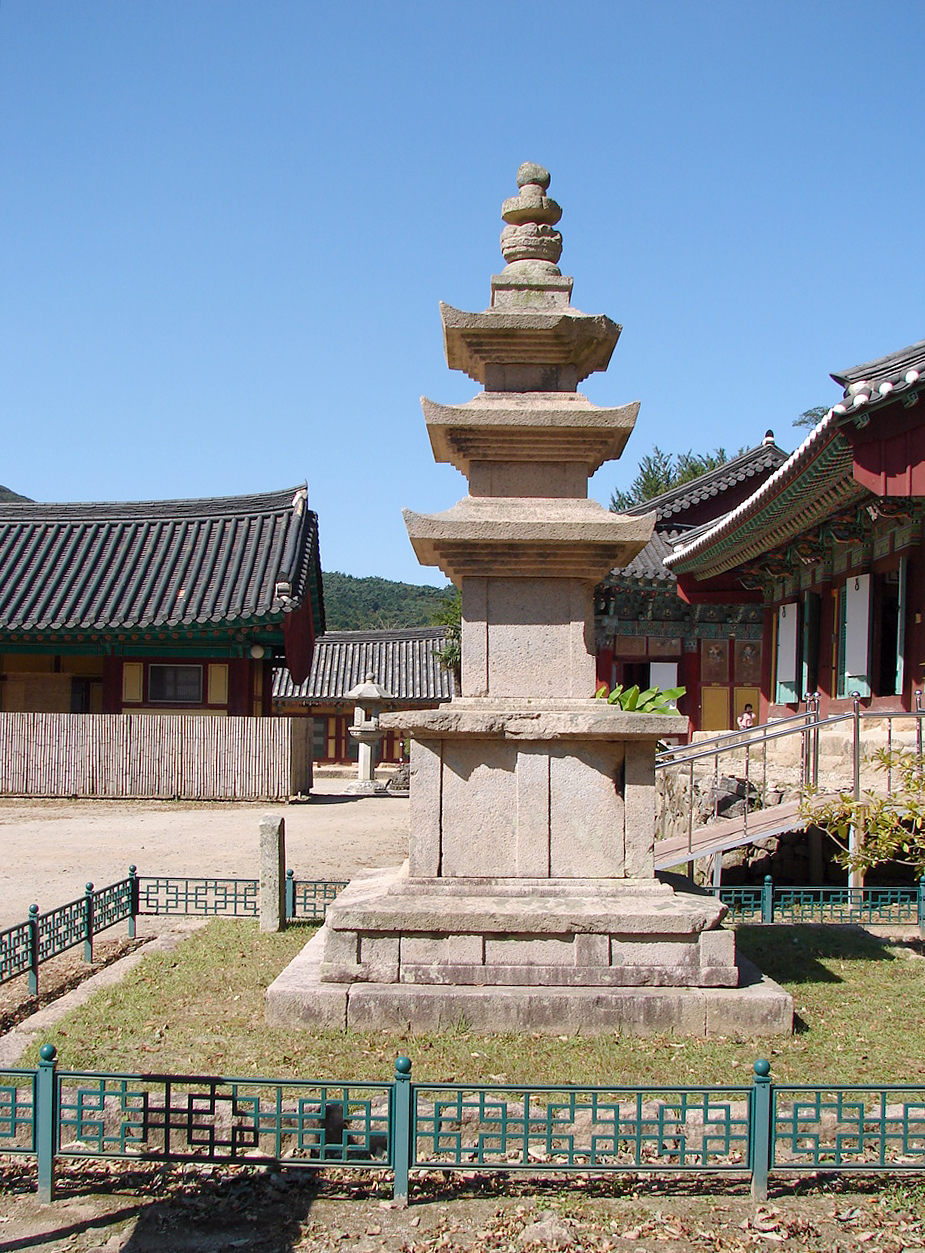
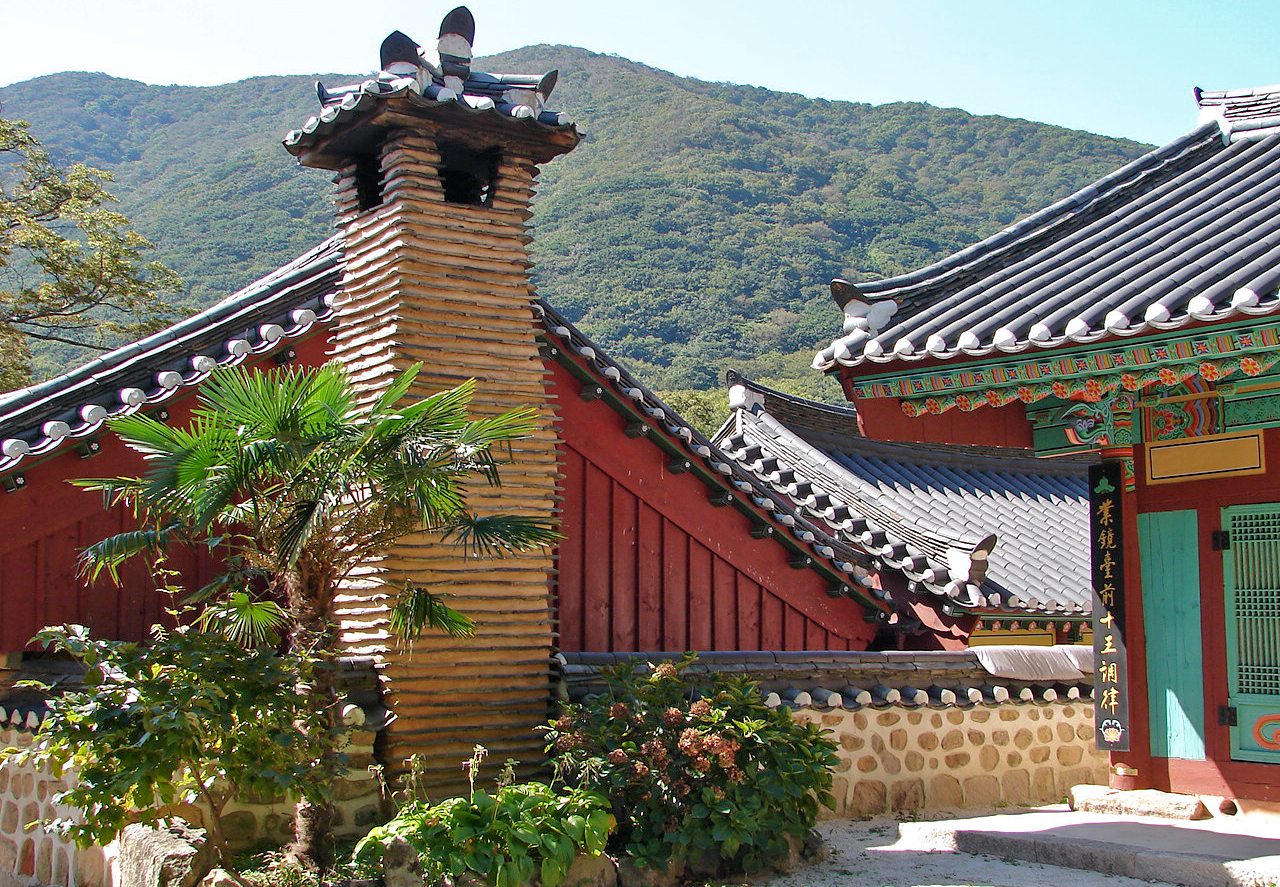
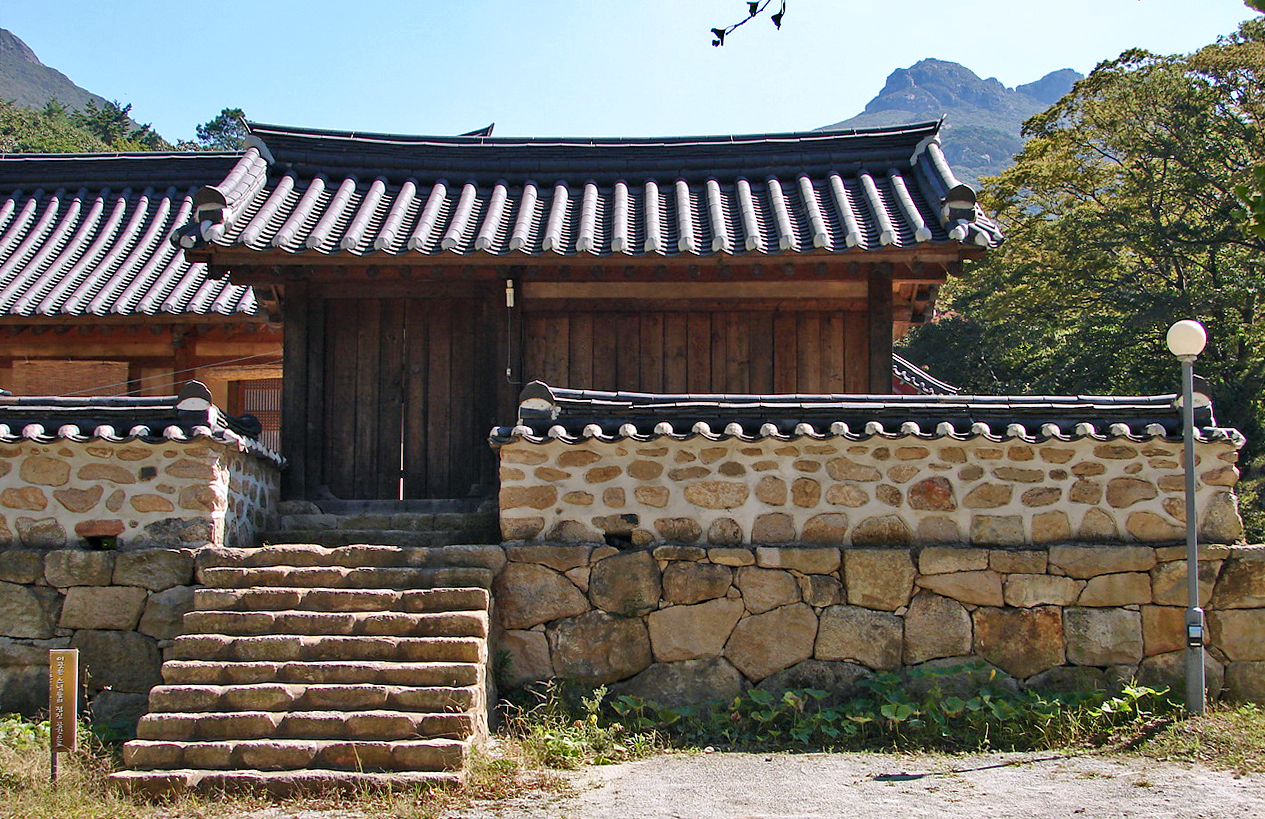
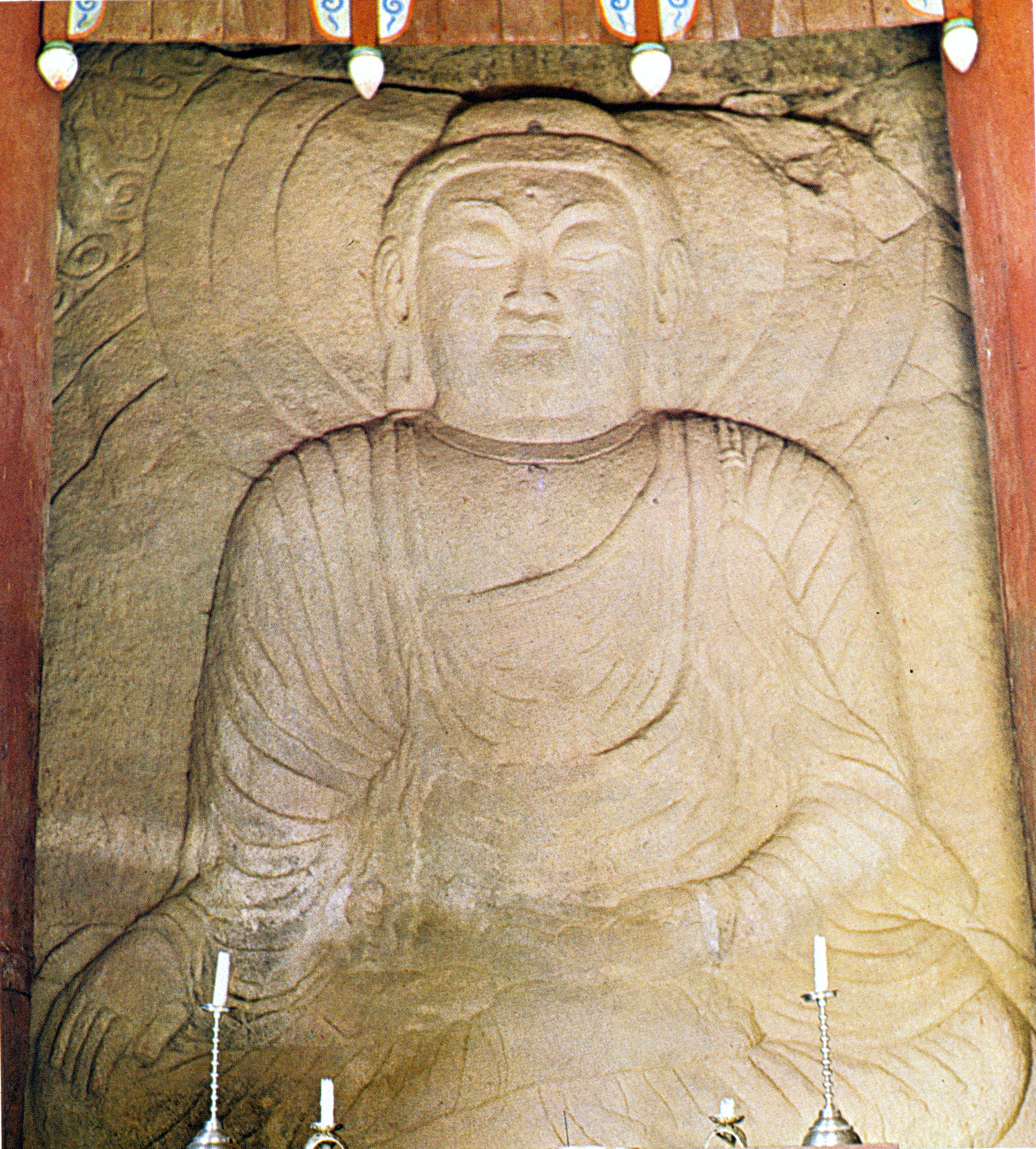
Budda Maitreja